# Kirchenbezirk Ulm
Der Evangelische Kirchenbezirk Ulm ist einer von 44 Kirchenbezirken bzw. Kirchenkreisen der Evangelischen Landeskirche in Württemberg. Sein Gebiet ist deckungsgleich mit dem Dekanat Ulm.

## Geografie
Der Kirchenbezirk Ulm liegt im Südosten der württembergischen Landeskirche. Sein Gebiet umfasst überwiegend den Osten der Schwäbischen Alb. Seine Kirchengemeinden gehören zu den politischen Städten und Gemeinden Ulm (Stadtkreis) sowie Altheim (Alb), Amstetten (nur Ortsteil Reutti), Asselfingen, Ballendorf, Beimerstetten, Bernstadt, Börslingen, Breitingen, Dornstadt (nur Hauptort und Ortsteil Bollingen), Erbach, Holzkirch, Illerkirchberg, Langenau, Lonsee (ohne Ortsteil Radelstetten), Neenstetten, Nerenstetten, Öllingen, Rammingen, Setzingen und Weidenstetten im Alb-Donau-Kreis.

### Nachbarkirchenbezirke
Der Kirchenbezirk Ulm grenzt im Osten an die Evangelisch-Lutherische Landeskirche in Bayern, im Süden an den Kirchenbezirk Biberach, im Westen an den Kirchenbezirk Blaubeuren, im Nordwesten an den Kirchenbezirk Geislingen-Göppingen und im Norden an den Kirchenbezirk Heidenheim (alle Prälatur Ulm).

## Geschichte

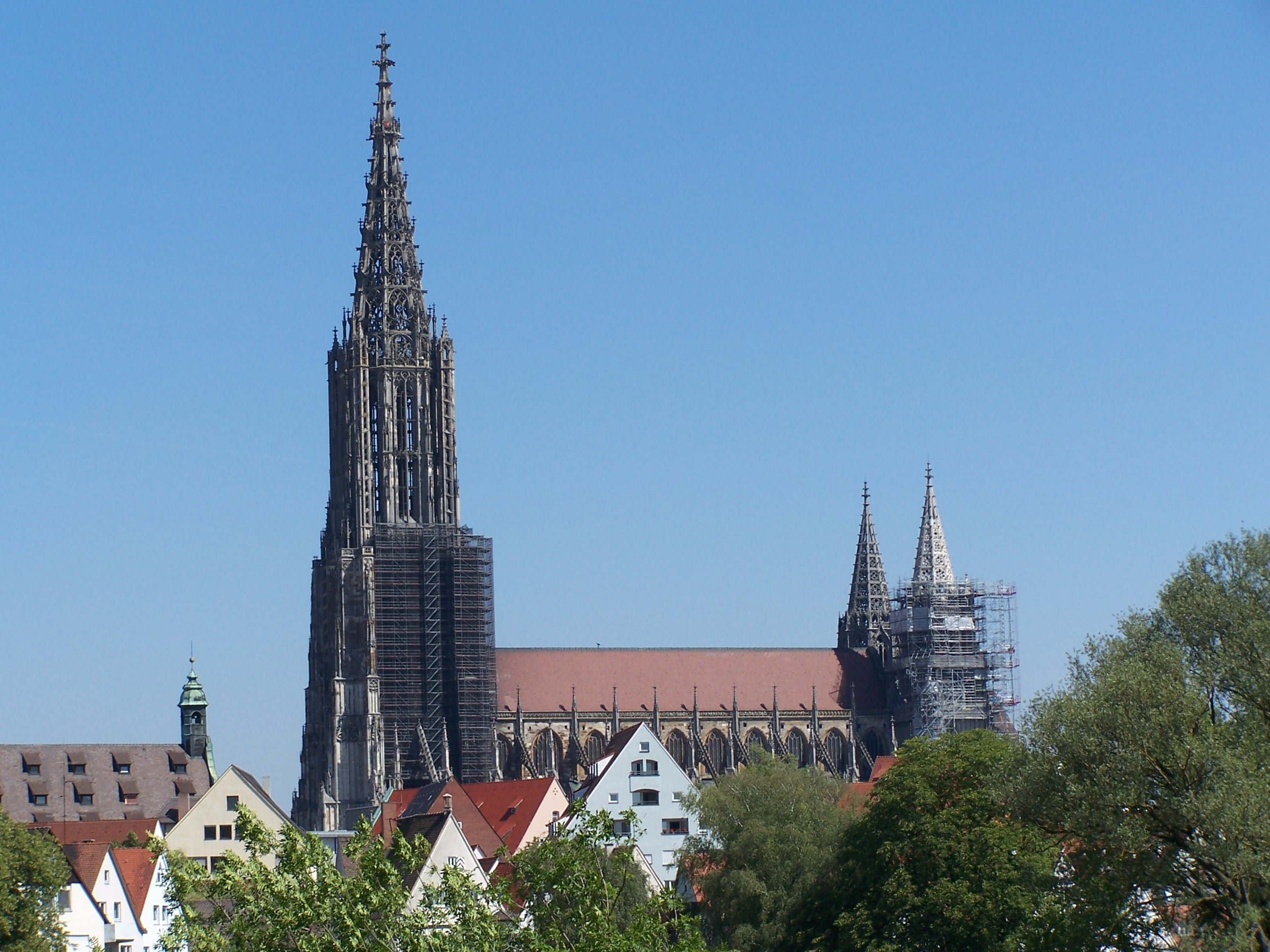
Ulmer Münster

Im Gegensatz zu den meisten Dekanaten der württembergischen Landeskirche, die schon bald nach der Reformation errichtet wurden, ist der Kirchenbezirk Ulm eine Neugründung aus dem 19. Jahrhundert. Das Gebiet des heutigen Kirchenbezirks Ulm gehörte überwiegend zum Gebiet der Reichsstadt Ulm. Da diese die Reformation einführte, ist das Gebiet überwiegend evangelisch geprägt. Katholisch blieben unter anderem Wiblingen und die zugehörigen Orte sowie die Orte, die zur Deutschordenskommende Ulm gehörten. Schon in reichsstädtischer Zeit war das Münster Sitz eines Superintendenten bzw. Seniorats. Das gesamte Gebiet kam erst 1810 an Württemberg. Aus dem reichsstädtischen Seniorat Ulm wurde ein württembergisches Dekanat. Gleichzeitig wurde Ulm Sitz eines württembergischen Oberamts. Dem Dekanat Ulm wurden die evangelischen Gemeinden des gesamten Umlands zugeordnet.
Darüber hinaus wurde Ulm Sitz einer Generalsuperintendentur, aus der 1924 die heutige Prälatur Ulm hervorging. Daneben gab es noch das Dekanat Albeck, das nach dem Übergang an Württemberg 1810 errichtet, jedoch bereits 1832 mit dem Dekanat Ulm vereinigt wurde.
Infolge der Auflösung einiger Kreise bzw. Oberämter in Württemberg 1939 wurden auch die kirchlichen Verwaltungsbezirke teilweise neu gegliedert. So wurden mit Wirkung vom 1. April 1939 die Kirchengemeinden Bissingen ob Lontal und Niederstotzingen in den Kirchenbezirk Heidenheim umgegliedert.

## Leitung des Kirchenbezirks
Die Leitung des Kirchenbezirks obliegt der Bezirkssynode, dem Kirchenbezirksausschuss (KBA) und dem Dekan. Dekan war seit 2006 Ernst-Wilhelm Gohl, der zugleich einer der Pfarrer am Ulmer Münster gewesen ist. Im Sommer 2022 wechselte er ins Amt des Landesbischofs der Evangelischen Landeskirche Württemberg.

### Dekane des Kirchenbezirks Ulm seit 1810
- 1810–1814 Johann Martin Miller
- 1814–1816 Karl Viktor Hauff
- 1816–1822 Johann Wilhelm Stüber
- 1822–1844 Ludwig Jakob Majer
- 1845–1875 Christian August Landerer
- 1876–1888 Paul Heinrich Franz Pressel (1824–1898)
- 1889–1899 Adolf von Bilfinger
- 1899–1917 Paul Gottlob Theodor Knapp
- 1917–1922 Heinrich Albert Peter Holzinger (1863–1944)
- 1922–1933 Ludwig Friedrich Vöhringer (1872–1949)
- 1933–1939 Theodor Kappus
- 1939–1953 Otto August Sauter (1883–1955)
- 1953–1970 Hans Seifert (* 1905)
- 1970–1975 Theophil Askani (1923–1982)
- 1975–1985 Erhard John (1920–2007)
- 1986–1992 Hans Kümmel (1936–2014)
- 1992–2005 Hans-Hermann Keinath (* 1940)
- 2006–2022 Ernst-Wilhelm Gohl (* 1963)
- seit 2023 Torsten Krannich (* 1971)

Das Dekanat Albeck hatte zwischen 1810 und 1832 nur einen Dekan, nämlich Samuel Baur, Pfarrer in Göttingen und Albeck.

## Kirchengemeinden
Im Kirchenbezirk Ulm gibt es insgesamt 38 Kirchengemeinden. Dabei haben sich zehn Kirchengemeinden zu insgesamt zwei Gesamtkirchengemeinden zusammengeschlossen, bleiben aber weiterhin eigenständige Körperschaften des öffentlichen Rechts. Das Gebiet des Kirchenbezirks Ulm gehörte vor 1800 überwiegend zur Freien Reichsstadt Ulm, welche die Reformation einführte. In fast jedem Dorf gibt es somit eine meist alte evangelische Kirche und eine eigene Kirchengemeinde. Die jeweils in Klammern hinter dem Namen der Kirchengemeinde angegebenen Gemeindegliederzahlen beziehen sich auf das Jahr 2005 und sind gerundet.
Die Kirchengemeinden im Kirchenbezirk Um sind in den Distrikten Ulm, Donautal, Ulmer Alb, Langenau und Nördliche Alb zusammengeschlossen. Innerhalb der Distrikte arbeiten die einzelnen Kirchengemeinden eng zusammen.

### Kirchengemeinde Albeck

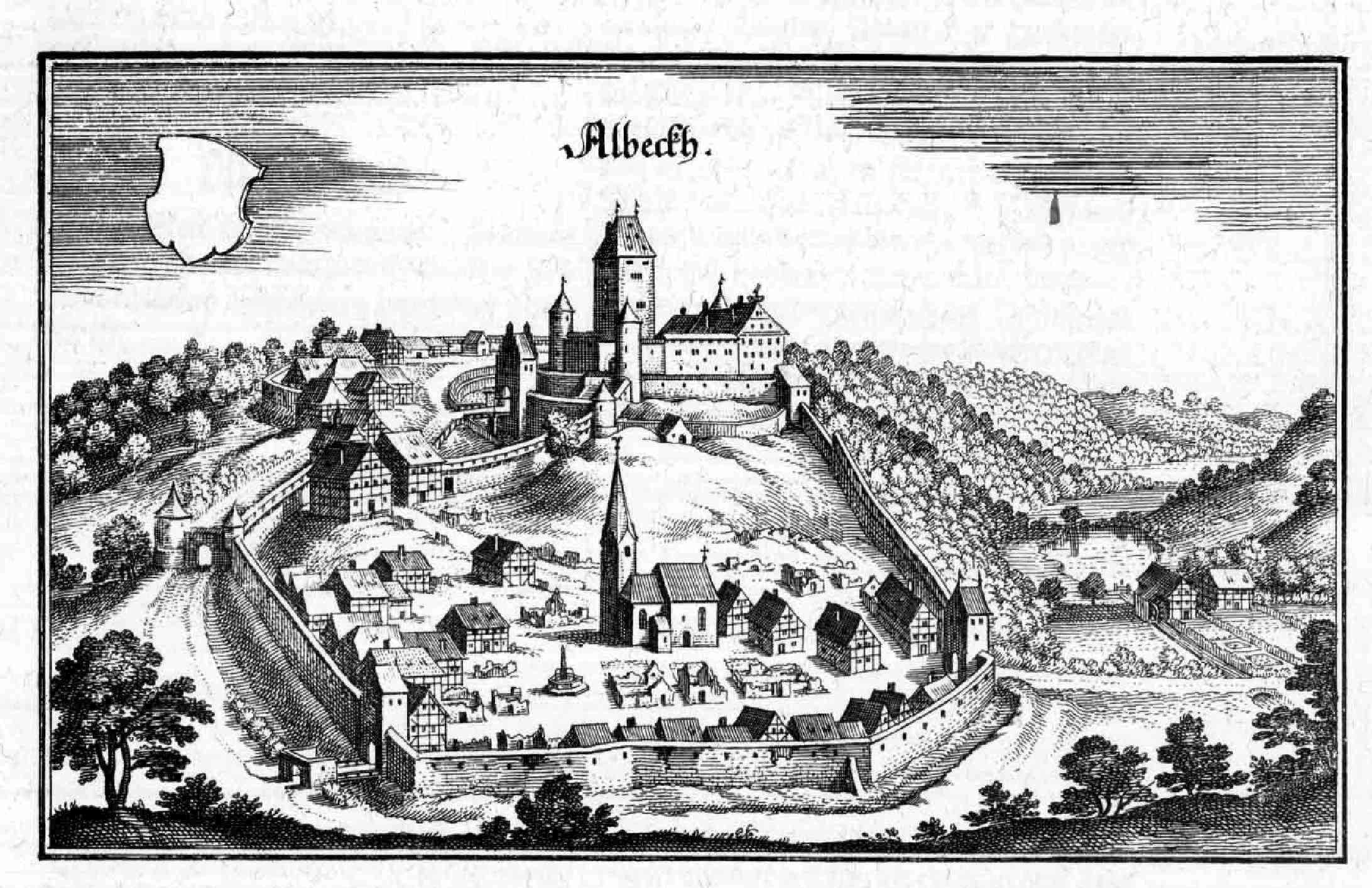
Die evangelische Kirche St. Jakob von 1447 direkt unterm Schloss Albeck in Albeck gelegen

Die Kirchengemeinde Albeck (ca. ) umfasst den Stadtteil Albeck der Stadt Langenau. Kirchlich war Albeck zunächst Filiale von Langenau, seit Mitte des 14. Jahrhunderts von Göttingen. Vom dortigen Pfarramt wird die Kirchengemeinde Albeck bis heute betreut.
Eine Kirche St. Jakob ist seit 1447 bezeugt, als die Gemeinde eine Frühmesspfründe stiftete. Nach der Reformation wurde Albeck zunächst eigene Pfarrei, die aber 1805 aufgehoben wurde. Die heutige Kirche wurde 1705 bis 1706 auf den Grundmauern des Vorgängerbaus errichtet. Der Turm hat einen gotischen Ursprung, wurden dann aber verändert. 1955 und 1973 wurde die Kirche renoviert.

### Kirchengemeinde Altheim/Alb

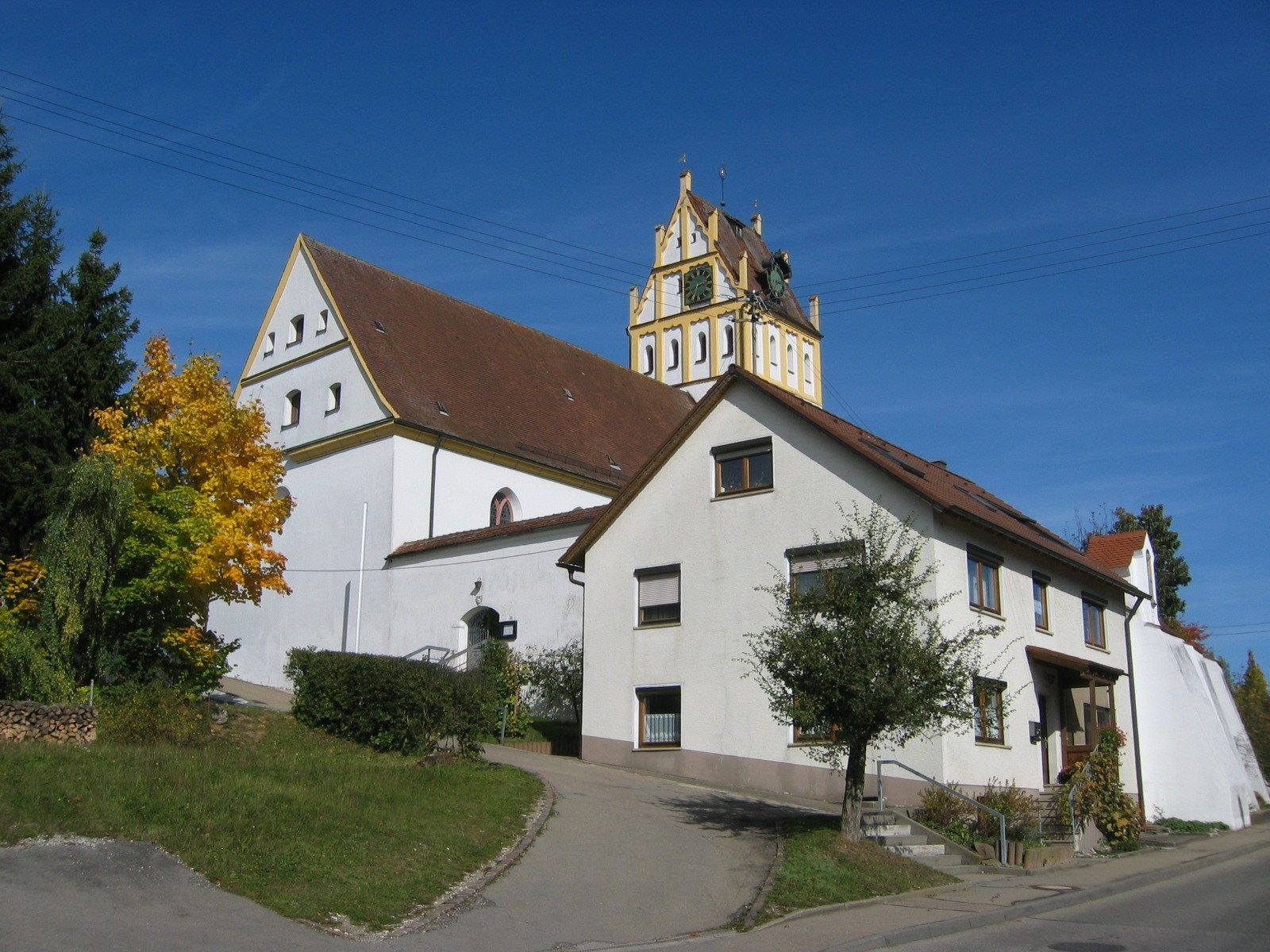
Evangelische Kirche in Altheim (Alb)

Die Kirchengemeinde Altheim/Alb (ca. 1.250) umfasst die Gemeinde Altheim (Alb) mit den zugehörigen Ortsteilen Märkleshöfe, Söglingen und Zähringen. Sie gehört zum Distrikt Nördliche Alb.
Eine Pfarrkirche wurde in Altheim bereits 1281 erstmals erwähnt. Die Unserer Lieben Frau geweihte Kirche gelangte über die Grafen von Werdenberg an die Stadt Ulm, die das Patronatsrecht dem Spital überließen, dem die Kirche 1439 inkorporiert wurde. Nach der Reformation wurde sie evangelische Pfarrkirche. Der heutige Bau der in romanischer Zeit entstandenen Kirche wurde 1696 vom Ulmer Heinrich Hacker gestaltet. Der Turmunterbau ist wohl noch staufisch und hat einen Oberbau aus dem 16. Jahrhundert. 1974/75 wurde die Kirche erneuert.
In Zähringen gibt es ebenfalls eine Kirche aus dem 16. Jahrhundert. Der Turm ist von 1905. 1960 wurde sie innen und 1064 außen renoviert. Regelmäßige Gottesdienste werden in Altheim sowie vierzehntäglich auch in Zähringen gefeiert.

### Kirchengemeinde Asselfingen
Die Kirchengemeinde Asselfingen (ca. 700) umfasst die Gemeinden Asselfingen und Rammingen. Eine Kirche ist in Asselfingen wohl schon im 14. Jahrhundert nachweisbar. Sie ist dem Hl. Pantaleon geweiht. Seit 1379 ist erstmals auch eine Pfarrei erwähnt. Über die Herren von Rammingen und die Grafen von Wolfegg gelangte das Patronat an die Besserer, welche die Reformation einführten. Die im Kern noch spätromanische Kirche wurde später zu einer Winkelkirche verändert: Das Schiff wurde 1748 durch einen rechtwinklig nach Norden angebauten und dem bisherigen Kirchenschiff gleichen Gebäudeflügel erweitert. Dieser Nordflügel ist ganz mit einer Empore gefüllt. Der Turm erhielt einen neuen Abschluss. 1966/67 wurde die Kirche renoviert. Dabei legte man in der romanischen Chorapsis Wandmalereien aus dem 13. Jahrhundert frei.
Rammingen blieb nach der Reformation katholisch. Die überwiegend erst nach dem Zweiten Weltkrieg zugezogenen evangelischen Bewohner wurden der Kirchengemeinde Asselfingen zugeordnet. Das Pfarramt Asselfingen betreut auch die Kirchengemeinde in Öllingen.

### Kirchengemeinde Ballendorf-Börslingen
Die Kirchengemeinde Ballendorf (ca. 670) umfasst die beiden kommunalen Gemeinden Ballendorf und Börslingen. Eine dem hl. Martin geweihte Kirche in Ballendorf wurde 1293 erstmals erwähnt. Über die Grafen von Werdenberg gelangte das Patronat von St. Martin an Ulm, das es 1406 dem Wengenkloster überließ. Nach der Reformation wurde sie evangelische Pfarrkirche. Sie ist eine mittelalterliche Chorturmanlage. 1885 und 1961 wurde sie innen renoviert. Bei der letzten Erneuerung legte man Wandmalereien des 14. Jahrhunderts frei.
Börslingen war kirchlich stets Filiale von Ballendorf, bildete aber bis 1971 eine eigene Filialkirchengemeinde. Mit Wirkung vom 5. Dezember 1971 wurde die Filialkirchengemeinde Börslingen aufgehoben und die Gemeindeglieder der Kirchengemeinde Ballendorf zugeordnet. Die Kirche in Börslingen wurde im 16. Jahrhundert erbaut. Eine Kapelle ist aber bereits 1543 erwähnt. Der Turm wurde erst 1740 angebaut. 1934 wurde die Kirche erneuert. 1963 erfolgte eine erneute Außenrenovierung.

### Kirchengemeinde Beimerstetten
Die Kirchengemeinde Beimerstetten (ca. 1.900) umfasst die Gemeinden Beimerstetten und Westerstetten. Eine Kirche St. Petrus bestand in Beimerstetten bereits im 14. Jahrhundert. Das Patronat hatten die Grafen von Helfenstein, welche es 1396 an die Stadt Ulm übergaben. Politisch gehörte es zum Amt Bernstadt, von wo es auch ab 1531 kirchlich versorgt wurde. Nach 1550 wurde es zur Pfarrei erhoben. Die heutige Kirche wurde 1854 neu erbaut. Dabei wurde der Chor und der Turm des spätgotischen Vorgängerbaus übernommen. Beimerstetten war bis 1976 Filialkirchengemeinde von Bernstadt und bildete mit der dortigen Kirchengemeinde die Gesamtkirchengemeinde Bernstadt. Durch Verfügung des Oberkirchenrats vom 22. Juni 1976 wurde das Filialverhältnis der Filialkirchengemeinde Beimerstetten zur Kirchengemeinde Bernstadt sowie die Gesamtkirchengemeinde Bernstadt aufgelöst.
Westerstetten blieb nach der Reformation katholisch. Die überwiegend erst nach dem Zweiten Weltkrieg zugezogenen evangelischen Bewohner wurden der Kirchengemeinde Beimerstetten zugeordnet.
Von 1974 bis 1980 gehörten auch die evangelischen Bewohner aus Dornstadt zur Kirchengemeinde Beimerstetten. Zum 1. Juli 1980 wurde in Dornstadt eine selbständige Kirchengemeinde errichtet.

### Kirchengemeinde Bernstadt
Die Kirchengemeinde Bernstadt (ca. 1.600) umfasst die Gemeinde Bernstadt. Eine Kirche wurde in Bernstadt 1319 erstmals erwähnt. Die dem Hl. Lambert geweihte Kirche ist aber wohl älter. Sie gehörte den Grafen von Helfenstein und den Herren von Bernstadt. Im 14. und 15. Jahrhundert gelangte sie durch Kauf an die Reichsstadt Ulm, das sie dem Wengenkloster überließ. Schließlich kam sie an das Stift Wiesensteig. Nach der Reformation wurde sie evangelische Pfarrkirche. Der Turmunterbau der Kirche ist noch romanisch, das Schiff wurde 1486 in spätgotischer Form erbaut. Es hat einen netzgewölbten Chor. 1704 brannte die Kirche ab, wurde danach aber wiederaufgebaut. 1898 und 1972 wurde die Kirche renoviert.
Bis 1976 war Beimerstetten eine Filialkirchengemeinde von Bernstadt. Beide bildeten die Gesamtkirchengemeinde Bernstadt. Durch Verfügung des Oberkirchenrats vom 22. Juni 1976 wurde das Filialverhältnis der Filialkirchengemeinde Beimerstetten zur Kirchengemeinde Bernstadt sowie die Gesamtkirchengemeinde Bernstadt aufgelöst.

### Kirchengemeinde Dornstadt
Die Kirchengemeinde Dornstadt (ca. 1.550) umfasst den Hauptort und die Ortsteile Bollingen und Böttingen der Gemeinde Dornstadt. Die anderen Ortsteile Dornstadts gehören zu Kirchengemeinden im Kirchenbezirk Blaubeuren.
Dornstadt, Bollingen und Böttingen blieben nach der Reformation katholisch. Die überwiegend erst nach dem Zweiten Weltkrieg zugezogenen evangelischen Bewohner wurden zunächst der Kirchengemeinde Bernstadt zugeordnet. Als 1974 in Beimerstetten eine eigene Pfarrstelle eingerichtet wurde, wurden die evangelischen Bewohner aus Dornstadt dieser neuen Pfarrei zugeordnet. Die Zahl der evangelischen Bewohner nahm jedoch weiter zu, so dass man eine selbständige Kirchengemeinde anstrebte und auch ein eigenes Gemeindezentrum bauen konnte. Als erster Bauabschnitt wurde 1980 das Pfarrhaus erstellt.
Zum 1. Juli 1980 wurde Dornstadt eine selbständige Kirchengemeinde. Zum 1. Januar 1982 wurden auch die evangelischen Einwohner aus Bollingen und Böttingen, die bis dahin zur Kirchengemeinde Mähringen gehörten, der Kirchengemeinde Dornstadt angegliedert. 1982 konnte dann das Gemeindezentrum Dornstadt mit dem Markushaus eingeweiht werden. Die Kirchengemeinde Dornstadt ist auch Trägerin eines Kindergartens (Arche Noah).

### Kirchengemeinde Erbach
Die Kirchengemeinde Erbach (ca. 2.000) umfasst die Stadt Erbach ohne den Stadtteil Ersingen, der eine eigene Kirchengemeinde innerhalb des Kirchenbezirks Biberach bildet, sowie den Stadtteil Ringingen, der zur Kirchengemeinde Pappelau (Kirchenbezirk Blaubeuren) gehört. Dabei gehörten bis 1985 die evangelischen Bewohner des Erbacher Weilers Burren zur Kirchengemeinde Grimmelfingen. Durch Bekanntmachung des Oberkirchenrats vom 19. August 1985 wurden sie jedoch der Kirchengemeinde Erbach zugeordnet. Bereits 1982 wurden die evangelischen Bewohner von Donaustetten durch Bekanntmachung des Oberkirchenrats vom 19. Mai 1982 von der Kirchengemeinde Erbach abgetrennt und der Kirchengemeinde Wiblingen zugeordnet.
Der Raum Erbach blieb nach der Reformation durch die Zugehörigkeit zu Österreich katholisch. Die überwiegend erst nach dem Zweiten Weltkrieg zugezogenen evangelischen Bewohner gehörten zunächst zur Kirchengemeinde Ersingen. Durch Bekanntmachung des Oberkirchenrats vom 13. April 1957 wurde die selbständige Filialkirchengemeinde Erbach als Tochtergemeinde von Ersingen gebildet, nachdem das Kultusministerium mit Schreiben vom 14. Januar 1957 die Filialkirchengemeinde Erbach als Körperschaft des öffentlichen Rechts anerkannt hatte. 1959 wurde dann in Erbach auch eine eigene Kirche, die Erlöserkirche erbaut. Durch Bekanntmachung vom 4. Januar 1965 wurde die Filialkirchengemeinde Erbach von der Muttergemeinde Ersingen getrennt und zur selbständigen Kirchengemeinde erhoben. Ihr wurden gleichzeitig die Orte Dellmensingen (bisher Kirchengemeinde Oberholzheim), Donaurieden (bisher Kirchengemeinde Ersingen) und Donaustetten (bisher Kirchengemeinde Ulm-Wiblingen) zugeordnet (Donaustetten wurde 1982 wieder Wiblingen zugeordnet). 1966 wurde zunächst eine Pfarrverweserei, später eine Pfarrei in Erbach gegründet. Zur Kirchengemeinde Erbach gehören heute auch die Stadtteile Bach, Dellmensingen und Donaurieden, die ebenfalls nach der Reformation katholisch blieben.
Bis 1973 gehörte die Kirchengemeinde Erbach zum Kirchenbezirk Biberach. Mit Wirkung vom 1. Januar 1974 wurde sie in den Kirchenbezirk Ulm umgegliedert.

### Kirchengemeinde Ettlenschieß
Die Kirchengemeinde Ettlenschieß (ca. 430) umfasst den Ortsteil Ettlenschieß der Gemeinde Lonsee. Kirchlich war Ettlenschieß zunächst Filiale von Rorgenstein (in Geislingen aufgegangen). Eine Kapelle St. Georg und Bernhard (teilweise auch St. Martin) wurde 1433 zur Pfarrkirche St. Georg und Bernhard erhoben. Das Patronat hatte die Reichsstadt Ulm. Die gotische Kirche wurde im 14. und 15. Jahrhundert erbaut. 1912 wurde sie erweitert und 1965 renoviert. Dabei legte man Wandmalereien des 14. Jahrhunderts frei. Die Pfarrei Ettlenschieß wurde in den 1930er Jahren aufgehoben. Seither wird die Kirchengemeinde Ettlenschieß vom Pfarramt Weidenstetten (teilweise auch von Urspring) betreut.
Von der Einführung der Reformation im Ulmer Gebiet 1531 bis 1590 war Hofstett-Emmerbuch (Kirchenbezirk Geislingen an der Steige) Filiale von Ettlenschieß.

### Kirchengemeinde Göttingen
Die Kirchengemeinde Göttingen (ca. 1.230) umfasst den Stadtteil Göttingen der Stadt Langenau. Eine Pfarrkirche wurde in Göttingen 1349 erstmals erwähnt. Das als Martinskirche bekannte Gotteshaus war wohl von Langenau abhängig. Über die Grafen von Kirchberg kam der Kirchensatz an das Kloster Wiblingen, dem die Kirche 1391 inkorporiert wurde. Die Reichsstadt Ulm führte 1531 die Reformation ein und kaufte 1591 das Patronatsrecht. Die gotische Kirche mit Chor um 1460 wurde 1872 und 1951 renoviert.

### Kirchengemeinde Grimmelfingen

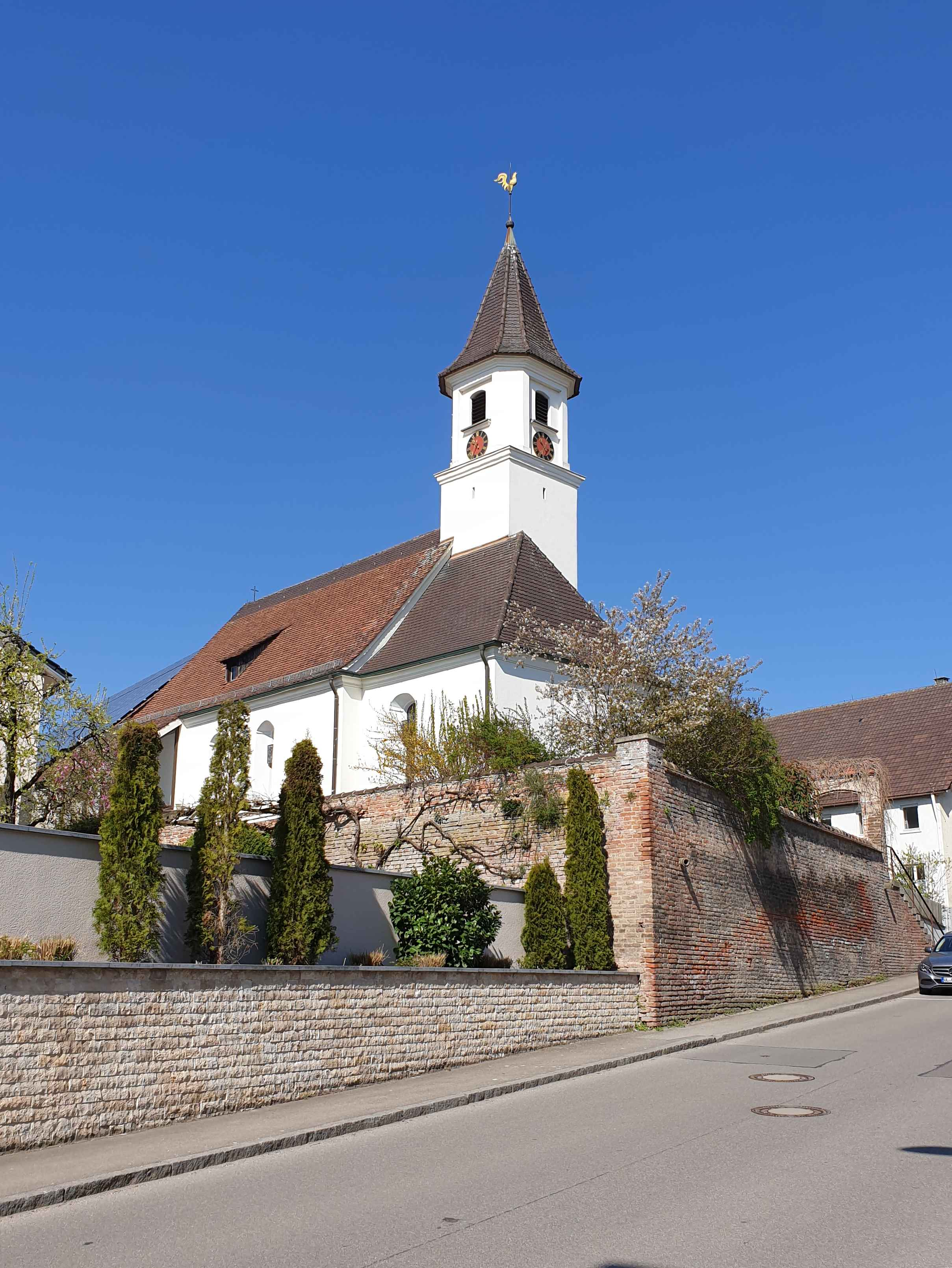
Die Evangelische Jakobskirche in Grimmelfingen

Die Kirchengemeinde Grimmelfingen (ca. 1.650) umfasst die Stadtteile Grimmelfingen (mit dem Wohngebiet Lindenhöhe), Donautal, Einsingen und Ermingen mit Allewind und Schaffelkingen, sowie das Wohngebiet Hochsträß der Stadt Ulm sowie den Weiler Wernau der Stadt Erbach (Donau). Grimmelfingen gehörte kirchlich zunächst zu Ulm. Im 14. Jahrhundert wurde eine Kaplanei gestiftet. Nach der Reformation wurde Grimmelfingen eigene Pfarrei. Das Patronat der Kirche hatte die Familie Ehinger, ab 1743 die Stadt Ulm.
Die Kirche in Grimmelfingen ist 1356 als Kirche der Jungfrau Maria und Jakobus dem Älteren geweiht, ab 1470 auch St. Nikolaus. Die im Kern noch alte Kirche des 14. Jahrhunderts wurde mehrfach verändert, umgebaut und 1701 erweitert. 1961 wurde sie renoviert. Sie ist heute Mittelpunkt der Kirchengemeinde Grimmelfingen, so dass hier regelmäßig Gottesdienste stattfinden. Jedoch werden inzwischen auch einmal monatlich in den überwiegend katholischen Orten Einsingen, Eggingen oder Ermingen Gottesdienste gefeiert.
Eggingen, Einsingen und Ermingen blieben nach der Reformation katholisch. Die überwiegend erst nach dem Zweiten Weltkrieg zugezogenen evangelischen Bewohner dieser Orte, sowie des erst nach dem Zweiten Weltkrieg entstandenen Stadtteils Donautal, wurden der Kirchengemeinde Grimmelfingen zugeordnet, wobei dies im Falle von Eggingen erst durch Bekanntmachung des Oberkirchenrats vom 4. April 1960 erfolgte. Bis dahin gehörten die Evangelischen aus Eggingen zur Kirchengemeinde Pappelau im Kirchenbezirk Blaubeuren. Bis 1985 gehörten auch die evangelischen Bewohner des Weilers Burren (Stadt Erbach) zur Kirchengemeinde Grimmelfingen. Durch Bekanntmachung des Oberkirchenrats vom 19. August 1985 wurden sie jedoch der Kirchengemeinde Erbach zugeordnet. Im Gegenzug wurde das Ulmer Wohngebiet Hochsträß mit gleichem Erlass von der bis 2007 bestehenden Paul-Gerhardt-Kirchengemeinde Ulm (heute Teil der Martin-Luther-Gemeinde) in die Kirchengemeinde Grimmelfingen umgegliedert.
Bis 1953 gehörte auch Wiblingen zuletzt als Filialkirchengemeinde zur Kirchengemeinde Grimmelfingen. Durch Bekanntmachung des Oberkirchenrats vom 14. April 1953 wurde die Filialkirchengemeinde Wiblingen von der Muttergemeinde gelöst und zur selbständigen Kirchengemeinde erhoben.
Durch Bekanntmachung des Oberkirchenrats vom 7. März 1947 hatte es eine kleine Gebietsveränderungen zwischen der Gesamtkirchengemeinde Ulm und der Kirchengemeinde Grimmelfingen gegeben.

### Kirchengemeinde Holzkirch
Die Kirchengemeinde Holzkirch (ca. ) umfasst die Gemeinden Holzkirch und Breitingen. Eine Kirche zur Hl. Barbara wurde in Holzkirch 1385 erstmals erwähnt. Das Patronatsrecht wurde von Ulm dem Wengenkloster überlassen. 1652 gelangte es wieder an die Stadt Ulm, welche die Reformation einführte. Die Kirche St. Barbara hat noch einen spätromanischen Turmunterbau. Das Langhaus und der Chor mit Netzrippengewölbe sind spätgotisch. 1954 wurde sie innen, 1966 außen renoviert. 1950 wurde die Pfarrei Holzkirch aufgehoben. Seither wird die Kirchengemeinde Holzkirch vom Pfarramt Neenstetten betreut.
Breitingen war kirchlich stets Filiale von Holzkirch. Dieser Ort hat keine Kirche.

### Kirchengemeinde Hörvelsingen
Die Kirchengemeinde Hörvelsingen (ca. ) umfasst den Stadtteil Hörvelsingen der Stadt Langenau. Bereits 1219 wurde in Hörvelsingen eine Martinskirche erwähnt. Sie wurde dem Wengenkloster geschenkt. 1531 führte die Reichsstadt Ulm die Reformation ein. Das Patronatsrecht erlangte Ulm erst 1652.
Die Kirche mit romanischem Unterbau im Chor wurde um 1490 erneuert. Die Chorturmanlage wurde 1963 innen erneuert. Dabei entdeckte man spätgotische Wandmalereien. Die Pfarrei Hörvelsingen wurde 1936 aufgehoben. Seither wird die Kirchengemeinde Hörvelsingen vom evangelischen Pfarramt in Bernstadt betreut.

### Kirchengemeinde Jungingen

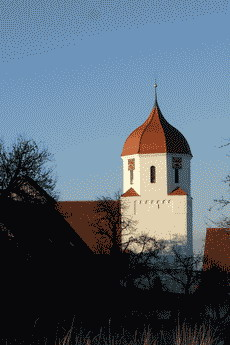
Der Kirchturm der Junginger Peter- und Paul-Kirche

Die Kirchengemeinde Jungingen (ca. 1.700) umfasst den Stadtteil Jungingen der Stadt Ulm. Kirchlich war Jungingen zunächst Filiale der Pfarrei „ennet feldes“ bei Ulm. Eine Kapelle wurde in Jungen bereits 1284 erwähnt. 1356 wurde eine Kaplanei gestiftet. Nach der Reformation wurde die Pfarrei Jungingen aufgehoben und der Ort von Ulm aus betreut. 1699 ist die Kirche Peter- und Paul genannt. 1829 wurde in Jungingen wieder eine eigene Pfarrei errichtet.
Die Peter- und Paul-Kirche stammt im Wesentlichen aus dem Jahr 1499 mit Umbauten von 1697. 1956 bis 1959 wurde sie renoviert. Im Neubaugebiet Jungingens wurde 1972 eine weitere Kirche mit Gemeindezentrum gebaut. Die Kirchengemeinde Jungingen ist Trägerin von zwei Kindergärten, in der Fröbelstraße und im „Unteren Brühl“. Das Pfarramt Jungingen betreut heute auch die Kirchengemeinde Luizhausen.
Der bis 1949 zur Kirchengemeinde Lehr gehörige Weiler beim Bahnwärterposten 103a in Lehr wurde durch Bekanntmachung des Oberkirchenrats vom 22. November 1949 der Kirchengemeinde Jungingen zugeordnet.

### Kirchengemeinde Langenau

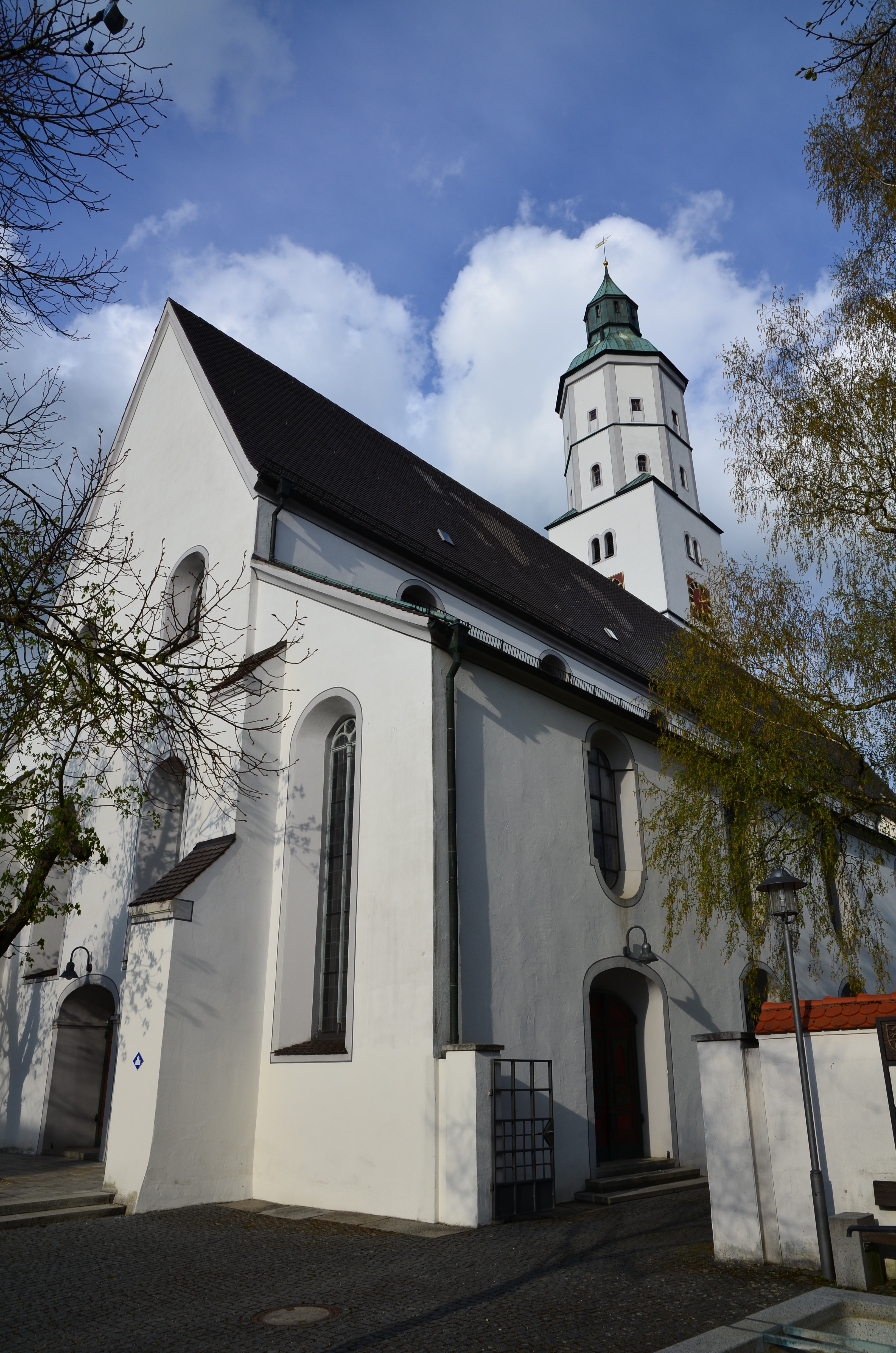
Die evangelische Kirche St. Martin in Langenau

Die Kirchengemeinde Langenau (ca. 5.700) umfasst die Kernstadt von Langenau. Die Stadtteile Albeck, Göttingen und Hörvelsingen bilden eigene Kirchengemeinden. Eine Pfarrkirche wurde in Langenau 1125 erstmals erwähnt. Ab 1150 ist sie als St. Martinskirche, ab 1531 zu Unserer Lieben Frau genannt. Über die Herren von Dillingen kam der Kirchensatz an das Kloster Anhausen an der Brenz und 1536 von dessen Schirmherr Württemberg durch Kauf an die Reichsstadt Ulm, welche die Reformation einführte. Danach war Langenau ulmische Pfarrei.
Hauptpfarrkirche, auch obere Kirche genannt, wurde die Kirche St. Martin. Der spätgotische Bau aus der letzten Hälfte des 14. Jahrhunderts hatte schon mehrere Vorgängerbauten. 1668/69 wurde sie im Barockstil zur Querkirche umgebaut. Der Turm wurde nach 1468 erbaut und erhielt 1593 einen neuen Abschluss.
Die zweite Pfarrkirche Langenaus, auch mittlere Kirche genannt, wurde die wohl auf eine werdenbergische Kapelle zurückgehende Leonhardskirche, die zeitweise auch St. Salvador genannt wurde. Der spätgotische Bau wurde 1883 erneuert und 1975 innen renoviert. Die sogenannte untere Kirche auf dem Friedhof, früher auch St. Petrus genannt, wurde 1796 profaniert. Der Westteil ist romanisch, ansonsten ist es ein spätgotischer Bau.
Heute sind in Langenau drei Pfarrämter eingerichtet. An der Martinskirche gibt es zwei Pfarreien, Martinskirche Süd und Martinskirche Nord. Die dritte Pfarrei ist an der Leonhardskirche angesiedelt und betreut auch die Kirchengemeinde Wettingen.

### Kirchengemeinde Lehr
Die Kirchengemeinde Lehr (ca. ) umfasst den Stadtteil Lehr der Stadt Ulm. Kirchlich gehörte Lehr zunächst zu Ulm. Im 15. Jahrhundert wurde eine Kaplanei gestiftet.
Nach der Reformation wurde für Lehr und Mähringen eine gemeinsame Pfarrei gebildet, die bis heute noch besteht. Sitz des Pfarramts ist Mähringen. Die Kirche in Lehr ist im Wesentlichen ein gotischer Bau aus den Jahren 1470/80, wurde aber mehrfach verändert. 1949 bis 1953 wurde die Kirche renoviert. Der bis 1949 zur Kirchengemeinde Lehr gehörige Weiler beim Bahnwärterposten 103a in Lehr wurde durch Bekanntmachung des Oberkirchenrats vom 22. November 1949 der Kirchengemeinde Jungingen zugeordnet.

### Kirchengemeinde Lonsee

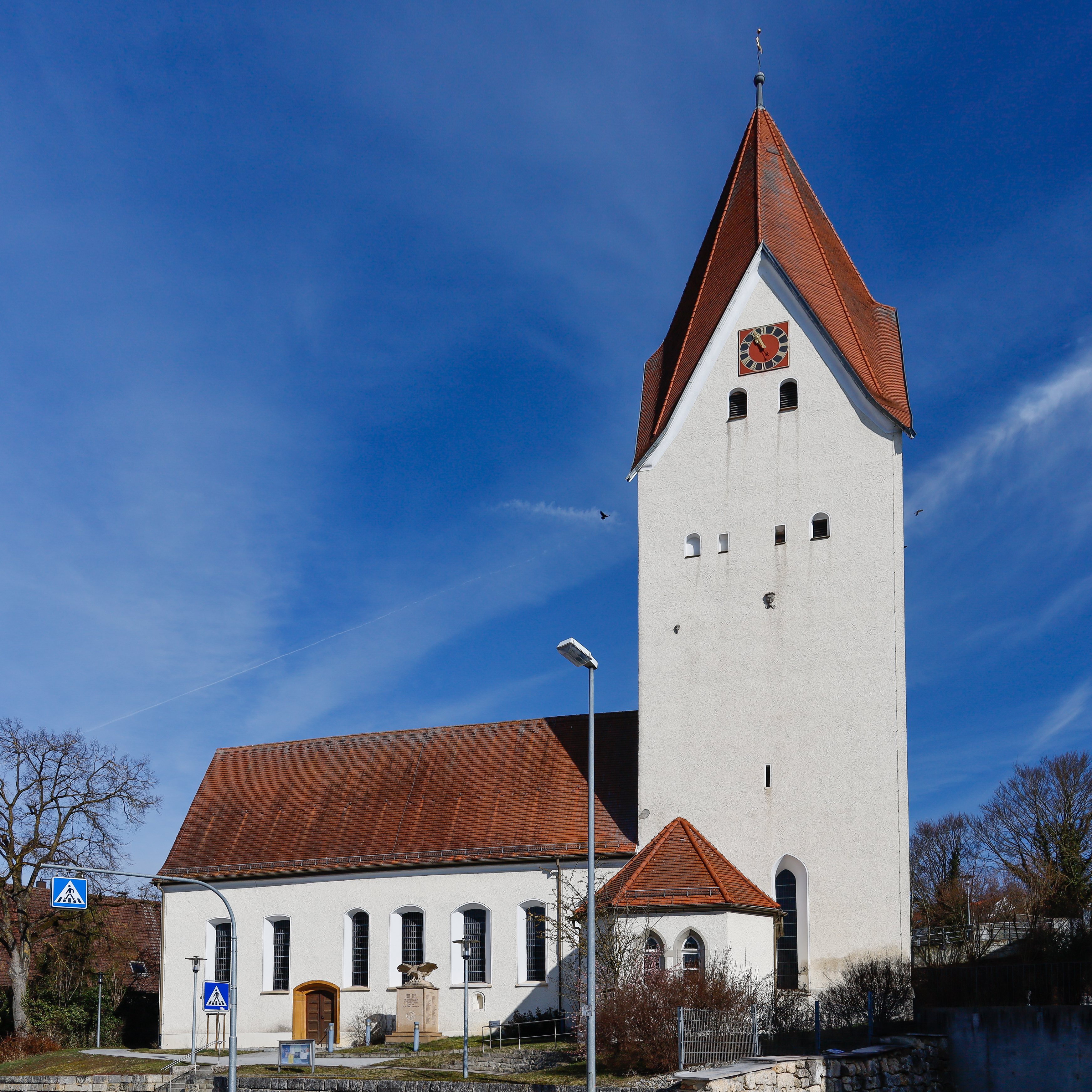
Marienkirche in Lonsee

Die Kirchengemeinde Lonsee (ca. 1.400) umfasst den Hauptort und den Ortsteil Halzhausen (ohne Sinabronn) der Gemeinde Lonsee. Die Ortsteile Ettlenschieß, Luizhausen, Sinabronn und Urspring bilden eigene Kirchengemeinden. Radelstetten gehört zur Kirchengemeinde Scharenstetten (Kirchenbezirk Blaubeuren). 1108 wurde in Lonsee eine Kirche erwähnt, deren Patronat an das Kloster Blaubeuren gelangte. Durch Tausch kam es 1534 an die Reichsstadt Ulm, das die Reformation einführte. Das als Marienkirche bekannte Gotteshaus ist im Kern romanisch. Im späteren Mittelalter wurde sie verändert. 1859 wurde das Schiff verlängert. 1963 wurde die Kirche innen renoviert. Dabei deckte man Wandmalereien aus dem 14. Jahrhundert frei.
Halzhausen war kirchlich stets Filiale von Lonsee. Eine eigene Kirche hat Halzhausen nicht.

### Kirchengemeinde Luizhausen
Die Kirchengemeinde Luizhausen umfasst den Ortsteil Luizhausen der Gemeinde Lonsee. Eine Kirche wurde in Luizhausen 1275 erstmals erwähnt. Das als St. Michaelskirche bekannte Gotteshaus ist aber wohl älter. Das Patronat gelangte über die Helfensteiner und von Scharenstetten an die Westerstetten, die es 1441 an Ulm verkauften. Von dort wurde die Reformation eingeführt. Die Kirche hat noch eine alte Bausubstanz. 1787 wurde der Turm und die Sakristei neu erbaut. 1863 wurde die Kirche renoviert und verlängert. 1965 wurde sie innen renoviert. Die Kirchengemeinde Luizhausen wird vom Pfarramt Jungingen (früher von Lonsee) betreut.

### Kirchengemeinde Mähringen

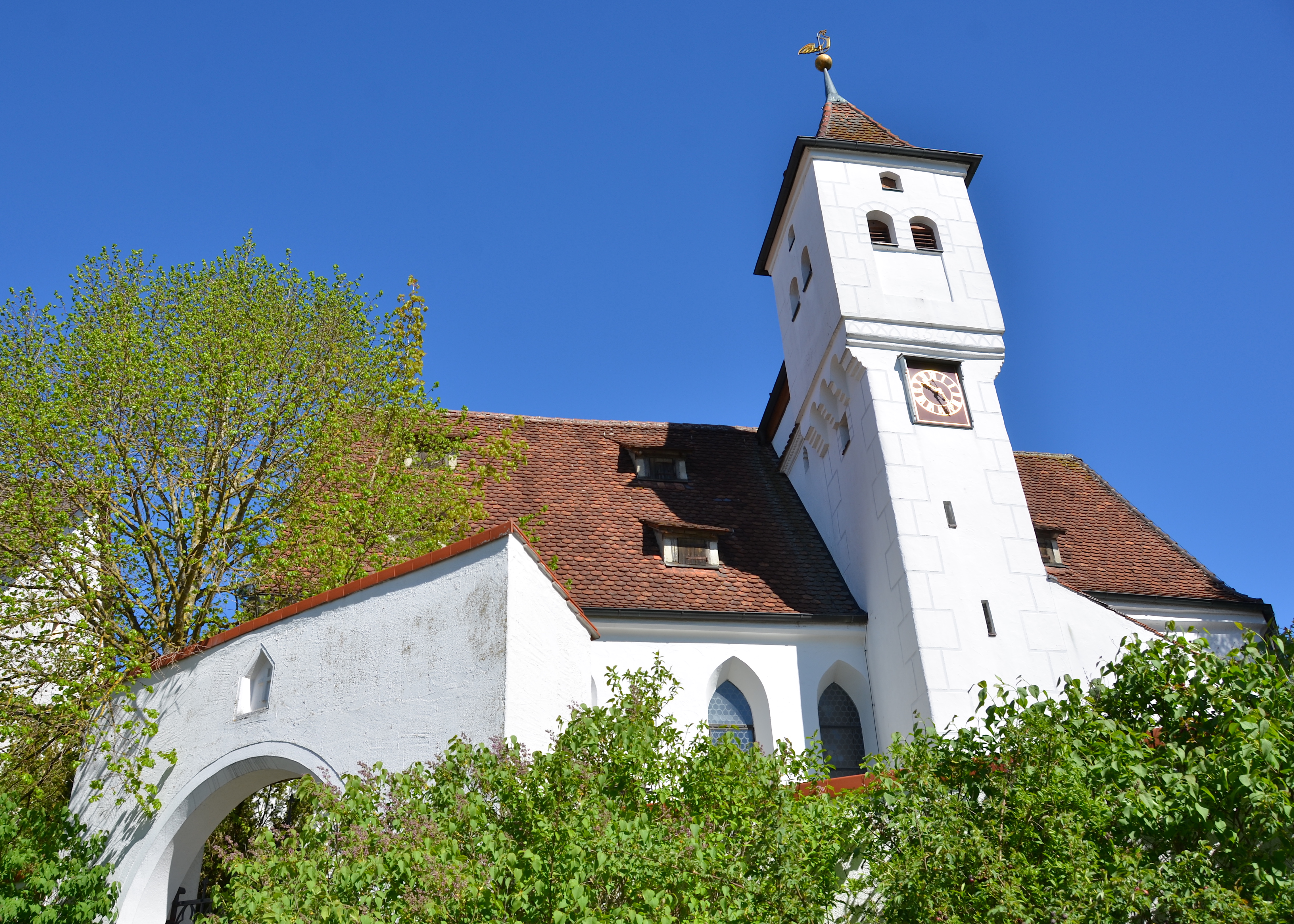
Evangelische Pfarrkirche in Mähringen (Ulm)

Die Kirchengemeinde Mähringen (ca. 1.600) umfasst den Stadtteil Mähringen der Stadt Ulm. Kirchlich gehörte Mähringen zunächst zu Ulm. 1356 wurde eine Kaplanei gestiftet. Nach der Reformation wurde für Mähringen und Lehr eine gemeinsame Pfarrei gebildet, die bis heute noch besteht. Sitz des Pfarramts ist Mähringen. Die Kirche in Mähringen ist ein Bau des 15. Jahrhunderts, der Chor datiert 1497. 1638 wurde sie nach einem Brand wiederhergestellt. 1962 bis 64 wurde sie renoviert.
Bis 1982 gehörten auch Bollingen und Böttingen zur Kirchengemeinde Mähringen. Dann wurden diese Orte der Kirchengemeinde Dornstadt zugeordnet.

### Kirchengemeinde Neenstetten
Die Kirchengemeinde Neenstetten (ca. 900) umfasst die Gemeinde Neenstetten. Der Ort gehörte kirchlich zunächst zu Weidenstetten. Nach der Reformation wurde Neenstetten eigene Pfarrei. Eine Kapelle hatte der schon seit dem 14. Jahrhundert. 1523 wird sie St. Ulrich genannt. Die frühgotische Chorturmanlage von St. Ulrich erhielt nach Einsturz des Turmes 1730 ihre charakteristische Zwiebelhaube. Das Schiff stammt aus dem 15. Jahrhundert. Es besitzt Wandmalereien aus jener Zeit. 1603 wurde das Schiff nach Westen verlängert. 1956/58 und 1973/74 wurde die Kirche renoviert.

### Kirchengemeinde Nerenstetten
Die Kirchengemeinde Nerenstetten (ca. ) umfasst die Gemeinde Nerenstetten ohne den Ortsteil Wettingen, der eine eigene Kirchengemeinde bildet. Die wahrscheinlich dem Hl. Magnus geweihte Kirche in Nerenstetten ist im Kern noch spätmittelalterlich. 1966/68 wurde sie völlig umgebaut. Dabei erhielt sie auch einen neuen Turm. Die Kirchengemeinde Nerenstetten wird seit 2011 vom Pfarramt Ballendorf-Börslingen betreut.

### Kirchengemeinde Öllingen
Die Kirchengemeinde Öllingen (ca. 350) umfasst die Gemeinde Öllingen. Die dem Hl. Martin bzw. St. Ulrich geweihte Kirche gelangte 1143 teilweise von den Pfalzgrafen von Dellingen an das Kloster Anhausen. Später es das Patronat Reichslehen und gelangte 1130 von Ludwig dem Bayer an das Stift Wiesensteig. Nach der Reformation wurde die romanische Kirche evangelische Pfarrkirche. 1717/18 wurde sie erweitert. Dabei erhielt der Turm eine Zwiebelhaube. 1976 wurde die Kirche renoviert. Die Kirchengemeinde Öllingen wird heute vom Pfarramt Asselfingen, früher von Setzingen betreut.

### Kirchengemeinde Reutti

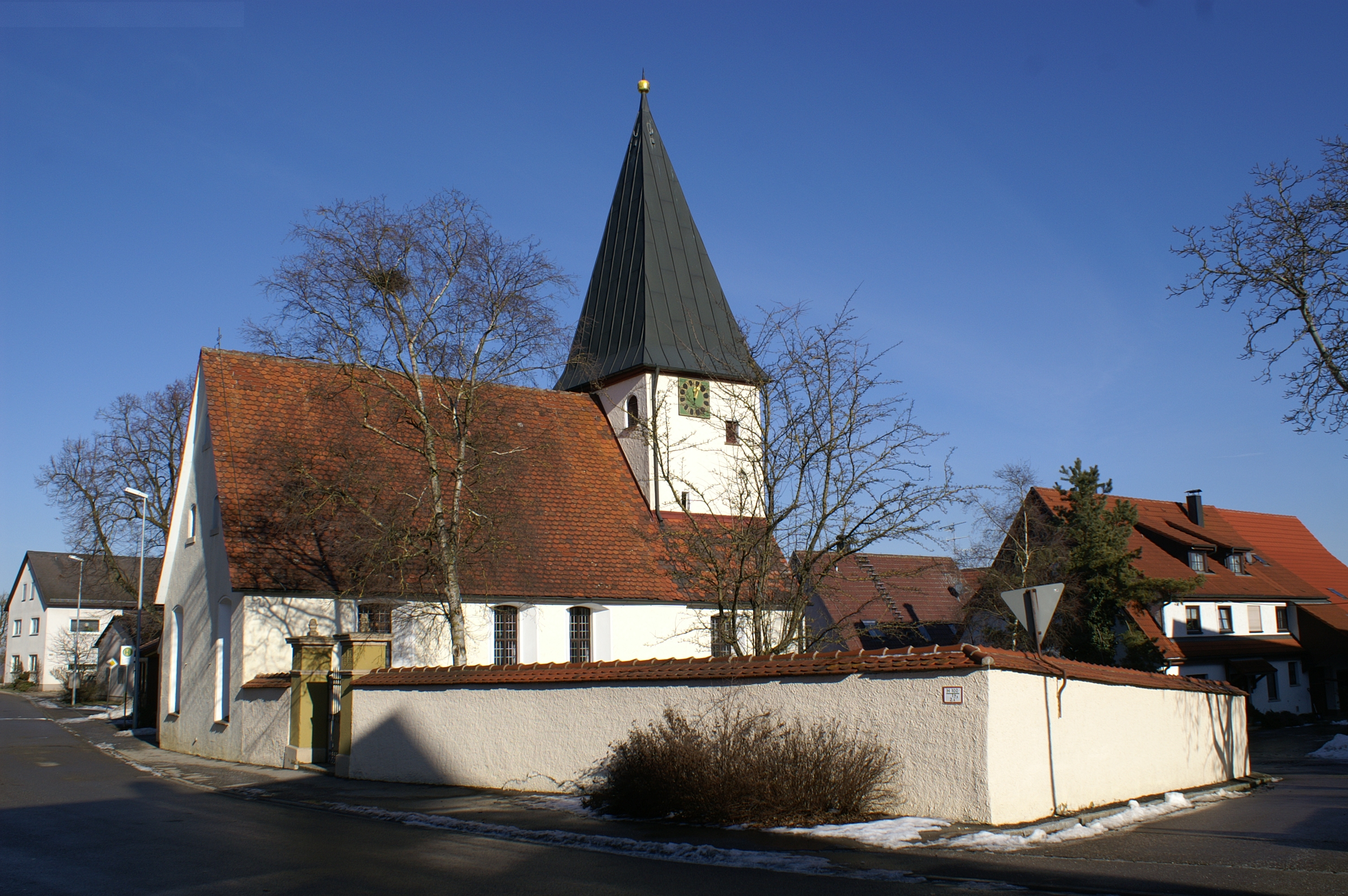
Evangelische Kirche in Reutti

Die Kirchengemeinde Reutti (ca. ) umfasst den Ortsteil Reutti der Gemeinde Amstetten. Alle anderen Ortsteile der Gemeinde Amstetten gehören zum Kirchenbezirk Geislingen an der Steige. Kirchlich war Reutti zunächst Filiale von Urspring. Um 1500 erhielt der Ort eine eigene Kirche St. Ägidius und St. Katharina, deren Patronat das Kloster Blaubeuren und die Reichsstadt Ulm besaßen. 1534 wurde die Reformation eingeführt und die Kaplanei Reutti zur eigenen Pfarrei erhoben. 1809 wurde die Pfarrei mit Amstetten vereinigt und seit 1844 wird die Kirchengemeinde Reutti vom Pfarramt Urspring betreut. Die spätgotische Kirche in Reutti wurde 1843 umgebaut und 1964 renoviert.

### Kirchengemeinde Setzingen
Die Kirchengemeinde Setzingen (ca. 680) umfasst die Gemeinde Setzingen. Eine Kirche wurde in Setzingen 1328 erstmals erwähnt. Über die Herren von Öttingen gelangte die dem Hl. Bartholomäus bzw. dem Hl. Martin geweihte Kirche an das Kloster Herbrechtingen. Württemberg führte die Reformation ein und vertauschte den Kirchensatz 1607 an Ulm. Die romanische Chorturmanlage des 13. Jahrhunderts wurde mehrmals verändert. Der Turm erhielt 1739/40 den heutigen Abschluss. 1958 wurden Wandmalereien des 14. Jahrhunderts freigelegt. Im Innern ist eine teilweise erhaltene Christophorusstatue des 13. Jahrhunderts erhalten. Wie die Kirchengemeinde Nerenstetten wird die Kirchengemeinde Setzingen vom Pfarramt Ballendorf-Börslingen aus betreut.

### Kirchengemeinde Sinabronn
Die Kirchengemeinde Sinabronn (ca.120 ) umfasst den Ortsteil Sinabronn der Gemeinde Lonsee. Kirchlich gehörte Sinabronn stets zur Pfarrei Lonsee, von wo die Kirchengemeinde Sinabronn bis heute betreut wird. Doch hat der Ort schon seit der Spätgotik eine eigene Kirche, die dem Hl. Jakob und zum Heiligen Kreuz geweiht war. Sie wurde mehrfach umgestaltet, zuletzt 1962.

### Gesamtkirchengemeinde Ulm
Die Gesamtkirchengemeinde Ulm umfasst die Kernstadt von Ulm sowie die Stadtteile bzw. Wohngebiete Böfingen, Eichenplatz, Eichberg, Eselberg, Oststadt, Söflingen (mit Harthausen) und Weststadt. Die anderen Stadtteile Ulms bilden eigene Kirchengemeinden. Die Gesamtkirchengemeinde Ulm besteht aus den nachfolgenden sechs Kirchengemeinden Münstergemeinde Ulm, Auferstehungskirchengemeinde Ulm, Christuskirchengemeinde Ulm-Söflingen, Martin-Luther-Kirchengemeinde, Lukaskirchengemeinde Ulm und Pauluskirchengemeinde Ulm.
Nach dem Münster zweite Pfarrkirche Ulms wurde ab 1809 die Dreifaltigkeitskirche. Sie war 1621 anstelle der 1616 eingestürzten ehemaligen Dominikanerkirche als evangelische Kirche erbaut worden. 1944 wurde sie zerstört und ab 1956 die Ruine durch das Theater und das Museum genutzt. Nach Renovierungsarbeiten 1976 bis 1984 wird sie heute als „Haus der Begegnung“ von der Gesamtkirchengemeinde genutzt. An ihre Stelle als Pfarrkirche trat die ehemalige 1908/10 von Theodor Fischer erbaute Garnisonskirche. Sie erhielt den Namen Pauluskirche. Weitere Kirchen entstanden 1899 (Christuskirche, für Söflingen), 1928 (Martin-Luther-Kirche, für die Weststadt), 1956/57 (Lukaskirche, für den Eselsberg), 1957 (Paul-Gerhardt-Kirche, für den Kuhberg) und 1966/67 (Auferstehungskirche, für Böflingen). Die zugehörigen Kirchengemeinden gehören heute zur Gesamtkirchengemeinde Ulm. Die übrigen eingemeinden Stadtteile Ulms (z. B. Ulm-Grimmelfingen, Ulm-Jungingen, Ulm-Mähringen, Ulm-Wiblingen) bilden eigene Kirchengemeinden, die nicht zur Gesamtkirchengemeinde Ulm gehören.
Durch Bekanntmachung des Oberkirchenrats vom 7. März 1947 hatte es eine kleine Gebietsveränderungen zwischen der Gesamtkirchengemeinde Ulm und der Kirchengemeinde Grimmelfingen gegeben.

#### Auferstehungskirchengemeinde Ulm

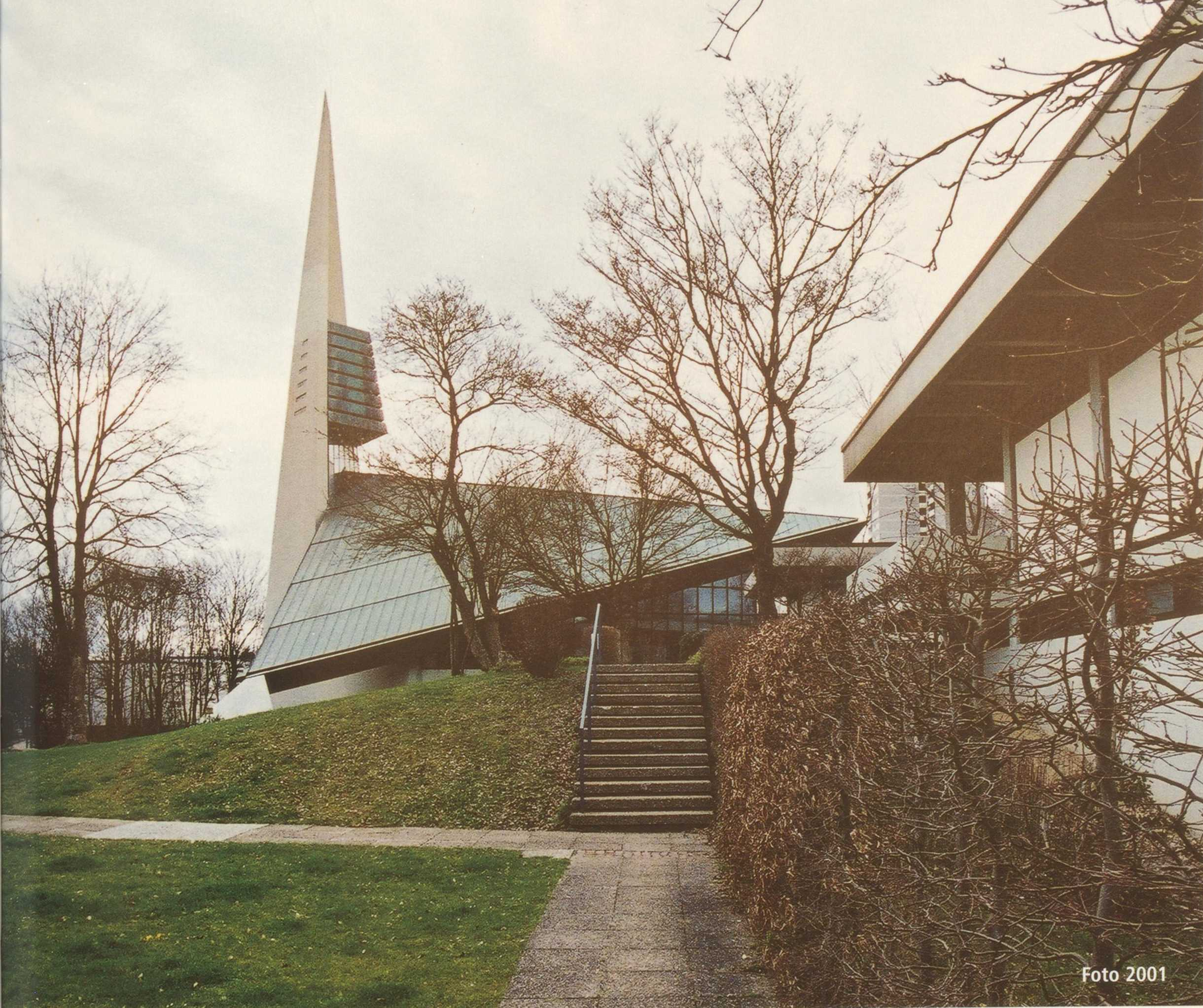
Die Auferstehungskirche in Böfingen

Die Auferstehungskirchengemeinde Ulm (ca. 3.500) umfasst die Stadtteile Böfingen, Eichenplatz und Eichberg der Stadt Ulm. Für den Ende der 1950er Jahre neu entstandenen Stadtteil Böfingen wurde durch Bekanntmachung des Oberkirchenrats vom 12. Oktober 1961 die selbständige Auferstehungskirchengemeinde Ulm als weitere Teilkirchengemeinde innerhalb der Gesamtkirchengemeinde Ulm errichtet und 1962 auch eine eigene Pfarrei errichtet. Das Kultusministerium hatte die neue Auferstehungskirchengemeinde Ulm mit Schreiben vom 16. August 1961 als Körperschaft des öffentlichen Rechts anerkannt.
1966/67 konnte durch Architekt Heinz Rall die Auferstehungskirche erbaut werden. Das Bronzeportal und das Kruzifixus der Kirche stammt von Albrecht Kneer. Mit ihrem spitzen Turm ist die Kirche weithin erkennbar und gilt als gelungenes Beispiel moderner Sakralarchitektur. Im Haslacher Weg befindet sich das Gemeindehaus der Auferstehungskirchengemeinde. Die Auferstehungskirchengemeinde ist auch Trägerin von drei Kindergärten.
Außer der Auferstehungskirche werden auch in der 1999 erbauten katholischen Eichkapelle im Ortsteil Eichenplatz regelmäßig evangelische Gottesdienste gefeiert. Heute hat die Auferstehungskirchengemeinde zwei Pfarrämter. Sie tragen die Bezeichnungen West und Ost.

#### Christuskirchengemeinde Ulm-Söflingen

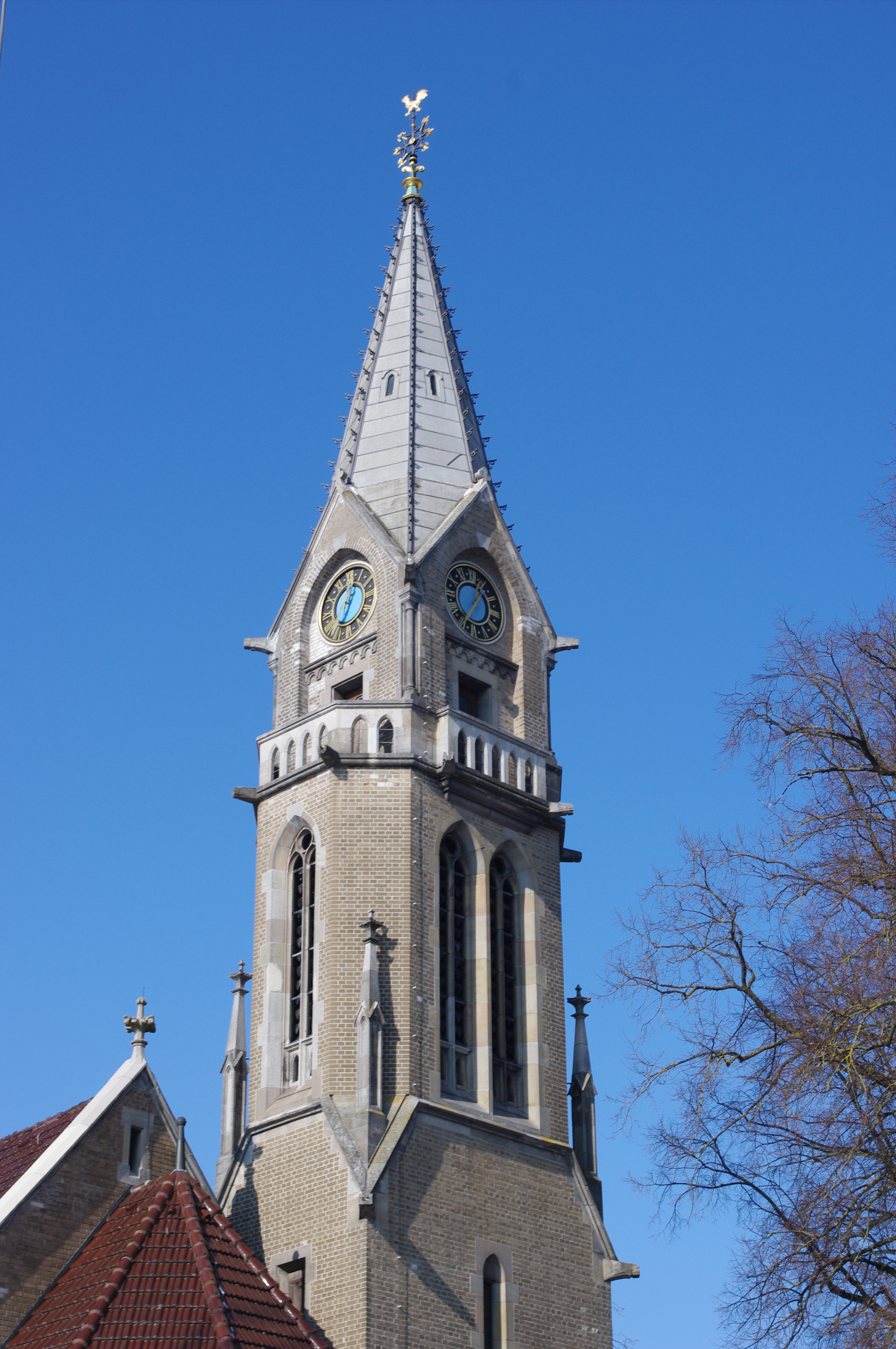
Der Turm der evangelischen Christuskirche in Söflingen

Die Christuskirchengemeinde Ulm-Söflingen (ca. 3.450) umfasst Teile der Weststadt sowie den Stadtteil Söflingen (mit Harthausen) der Stadt Ulm.
Für die wachsende Stadt Ulm war die Münsterpfarrei bald zu klein. So entstand nach der Dreifaltigkeitspfarrei (heute Pauluspfarrei) und weiteren Pfarreien am Münster für die Weststadt und den Stadtteil Söflingen 1899 eine weitere Kirche, die Christuskirche. Erbauer war Heinrich Dolmetsch.
Im überwiegend katholischen Söflingen war bereits 1889 eine evangelische Pfarrverweserei errichtet worden. 1910 wurde diese in die Pfarrei der Christuskirche der Kirchengemeinde Söflingen überführt. 1958 wurde dort eine zweite Pfarrei errichtet, so dass es heute zwei Pfarrämter, Ost und West, gibt. Mit Wirkung vom 13. März 1998 wurde die Kirchengemeinde Söflingen in Christuskirchengemeinde Ulm-Söflingen umbenannt.

#### Lukaskirchengemeinde Ulm

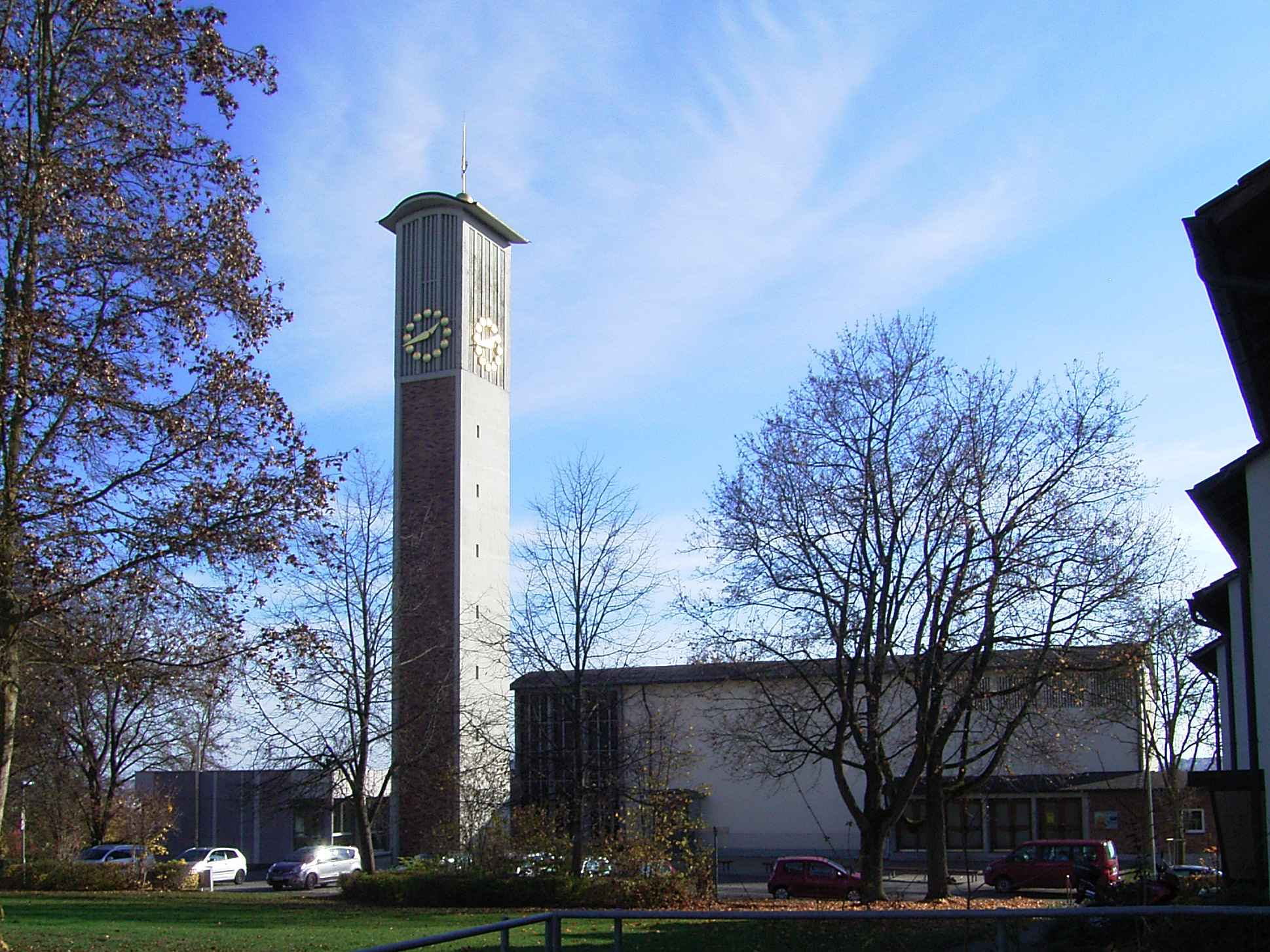
Die Lukaskirche auf dem Eselsberg (Ulm)

Die Ulmer Lukaskirchengemeinde (ca. 4.500) umfasst die Stadtteile Eselberg der Stadt Ulm. Der Stadtteil wurde seit den 1920er Jahren aufgesiedelt und bis in die 1970er Jahre mehrfach erweitert.
1956 wurde eine eigene evangelische Kirche, die Lukaskirche erbaut, eine eigene Pfarrei und durch Bekanntmachung des Oberkirchenrats vom 7. Januar 1957 die selbständige Lukaskirchengemeinde Ulm als weitere Teilkirchengemeinde innerhalb der Gesamtkirchengemeinde Ulm errichtet. Das Kultusministerium hatte die neue Kirchengemeinde mit Schreiben vom 18. August 1956 als Körperschaft des öffentlichen Rechts anerkannt.
Helmuth Uhrig hat die Lukaskirche künstlerisch reich ausgestattet. 1957 wurde eine zweite Pfarrei errichtet. Später entstand an der Virchowstraße das Gemeindezentrum Arche mit eigener Pfarrei, so dass es heute drei Pfarrämter, West, Ost und Arche, gibt.
Die Lukaskirchengemeinde ist Trägerin von zwei Kindertagesstätten, am Rieslingweg und im Hubenbühl.

#### Martin-Luther-Kirchengemeinde Ulm

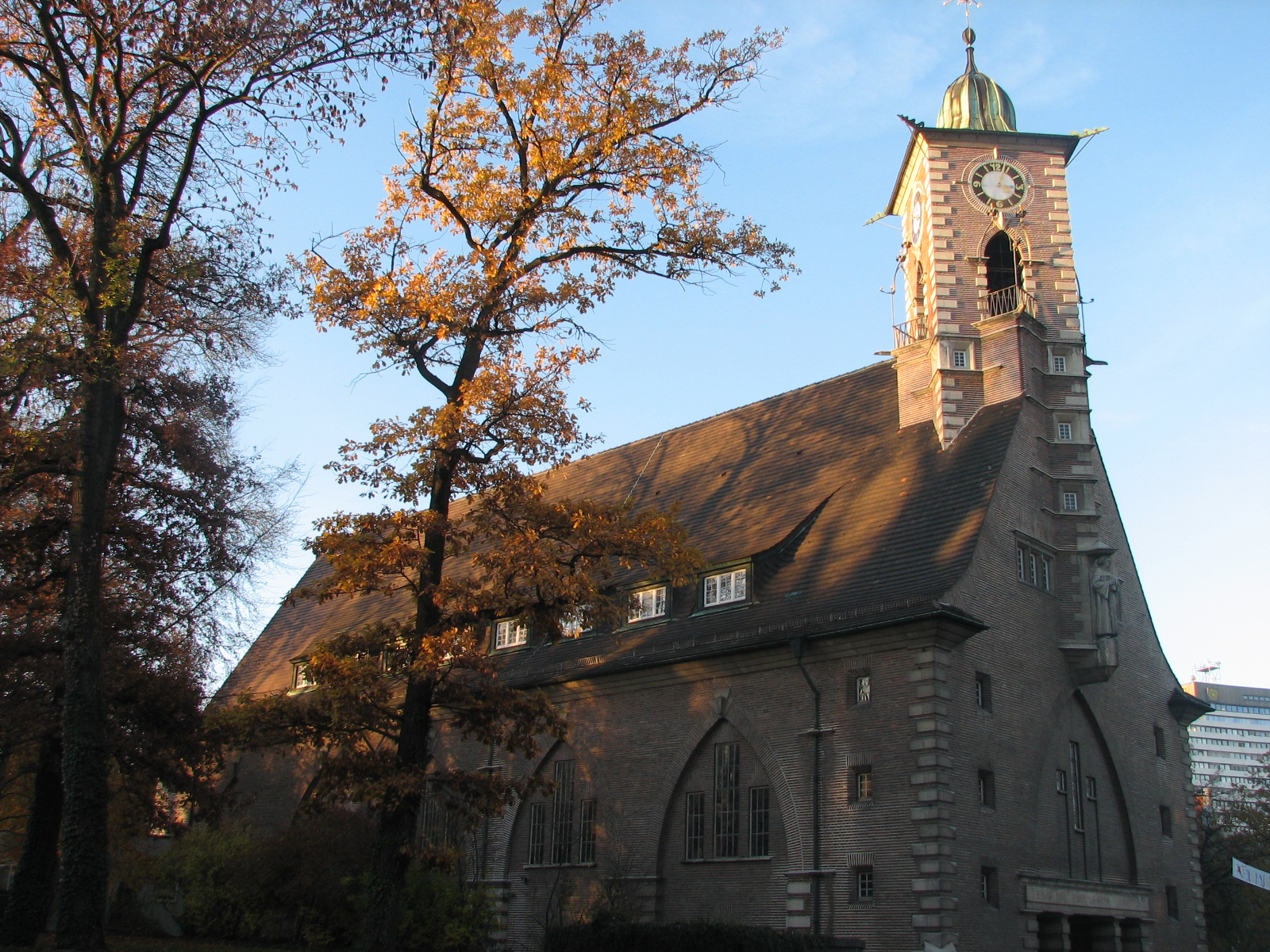
Evang. Martin-Luther-Kirche Ulm

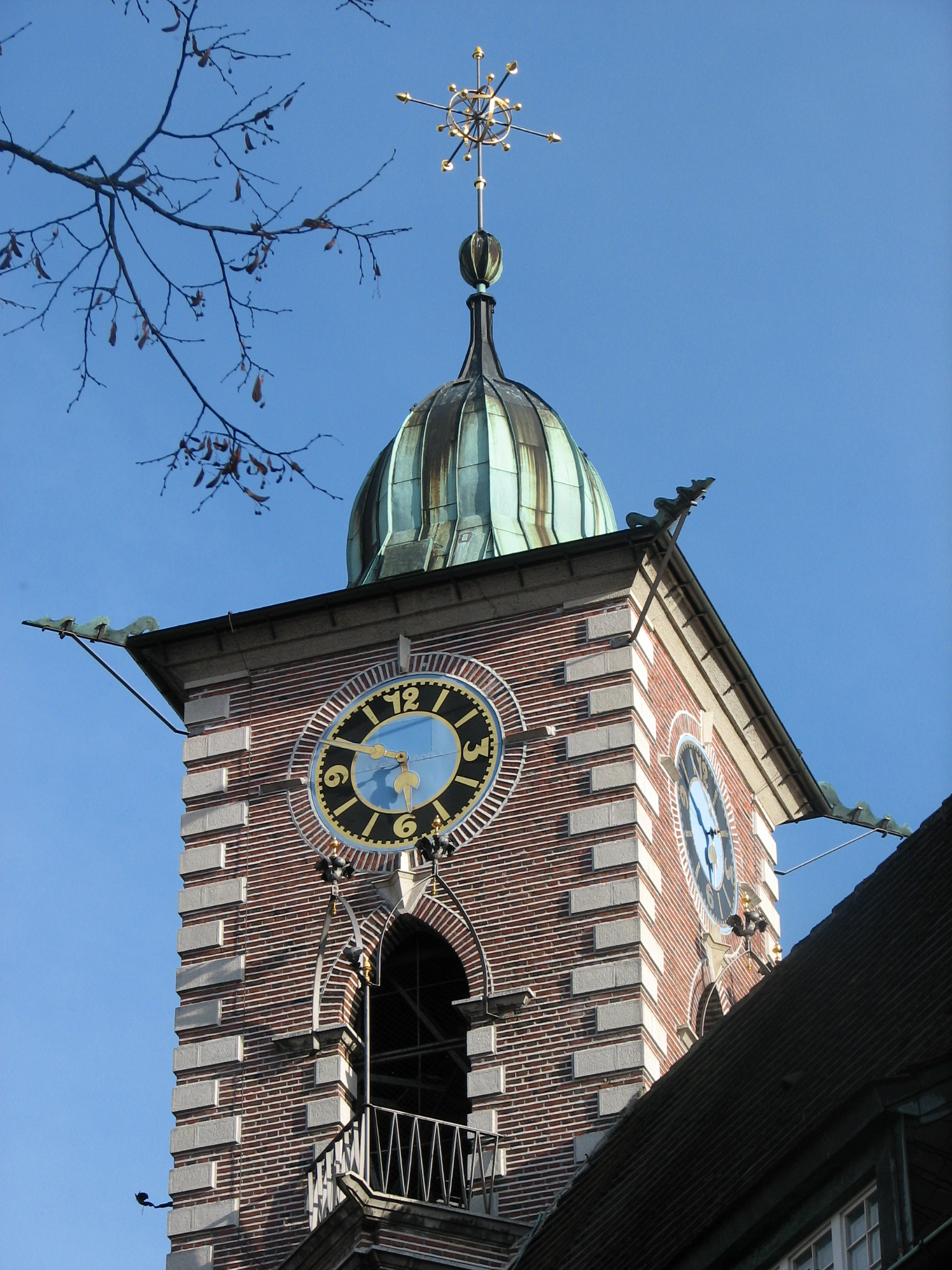
Turm der Evang. Martin-Luther-Kirche Ulm

Die Martin-Luther-Kirchengemeinde (etwa 4.200 Gemeindeglieder) umfasst alle Teile der Weststadt von Ulm. Für die wachsende Stadt Ulm war die Münsterpfarrei bald zu klein. So entstanden weitere Kirchen und Pfarreien, so 1809 die Dreifaltigkeitspfarrei (heute Pauluspfarrei) in der 1621 erbauten Dreifaltigkeitskirche.
1907 entstand die Martinspfarrei um die kleine Martinskirche in der Martinsstraße. Erst 1928 wurde die wesentlich größere Martin-Luther-Kirche durch den Architekten Theodor Veil erbaut. Gleichzeitig wurde die Martin-Luther-Kirchengemeinde begründet. Die Martin-Luther-Kirche ist der Amtssitz des Ulmer Bezirkskantors, die Stelle hatte unter anderem Albrecht Haupt inne.
1954 wurde, als Ableger der Martin-Luther-Kirchengemeinde, auf dem Ulmer Kuhberg durch Bekanntmachung des Oberkirchenrats vom 13. April 1954 die selbständige Kuhbergkirchengemeinde Ulm mit eigener Pfarrei (Evangelisches Pfarramt Paul-Gerhardt-Kirche Ulm) gebildet. Das Kultusministerium hatte die neue Kirchengemeinde mit Schreiben vom 22. Januar 1954 als Körperschaft des öffentlichen Rechts anerkannt. Die zugehörige Paul-Gerhardt-Kirche wurde 1957 erbaut. Später wurde die Kuhbergkirchengemeinde in Paul-Gerhardt-Kirchengemeinde umbenannt. Mit Bekanntmachung des Oberkirchenrats vom 19. August 1985 wurde das Wohngebiet Hochsträß von der Paul-Gerhardt-Kirchengemeinde abgetrennt und der Kirchengemeinde Grimmelfingen zugeordnet.
Am 11. November 2001 wurde die Paul-Gerhardt-Kirchengemeinde aufgelöst und mit der Martin-Luther-Gemeinde zusammengeschlossen. Diese fusionierte Gemeinde wurde dann am 27. Februar 2004 in Reformationskirchengemeinde Ulm umbenannt. Seit 2009 gibt es nur noch zwei Pfarrämter innerhalb der Reformationskirchengemeinde: Martin-Luther-Kirche Ost (bis 31. August 2007 Pfarramt Martin-Luther-Kirche Süd) und Martin-Luther-Kirche West (bis 31. August 2007 Pfarramt der Paul-Gerhardt-Kirche). Die Paul-Gerhardt-Kirche wurde am 15. Juli 2007 entwidmet und an einen Bauträger verkauft. Dieser hat die Kirche im Dezember 2007 abgebrochen und erstellte zwischen 2008 und 2010 dort Wohngebäude. Die Gemeinde konzentriert sich seitdem wieder ausschließlich auf die Martin-Luther-Kirche. 2013 wurde der Name Reformationskirchengemeinde aufgegeben und der Name Martin-Luther-Kirchengemeindeangenommen.

#### Münsterkirchengemeinde Ulm

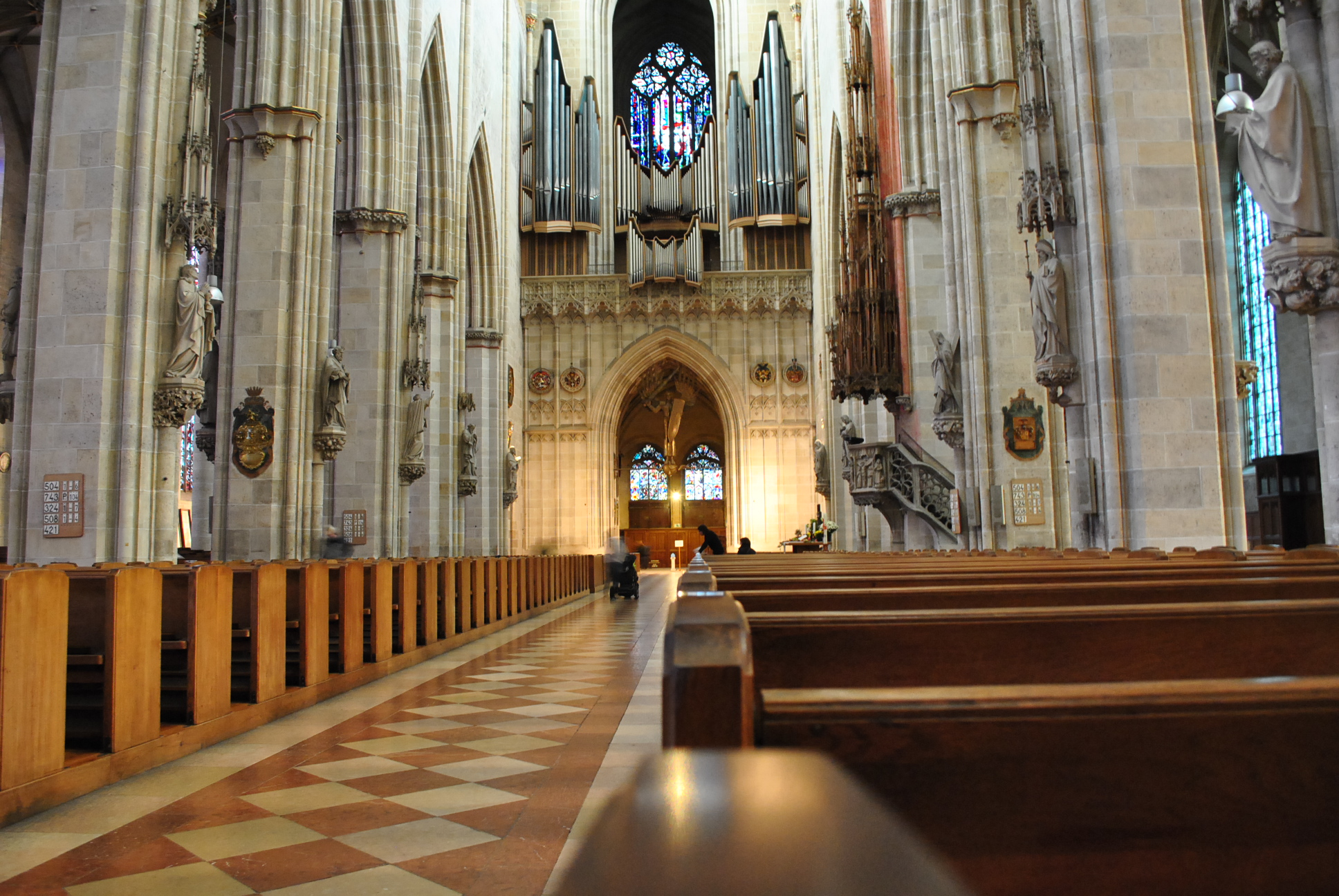
Das Hauptschiff des Ulmer Münsters mit der großen Orgel (Mitte) und der Kanzel (rechts)

Die Münsterkirchengemeinde Ulm (ca. 2.500) umfasst die historische Kernstadt von Ulm. Eine Kirche und Pfarrei wird in Ulm 1092 erstmals erwähnt. Ab 1220 war sie als Zu Unserer Lieben Frau bekannt. Die Kirche soll bereits um das Jahr 600 gegründet worden sein. Das Patronat hatte das Kloster Reichenau, dem die Kirche 1327 inkorporiert wurde. Bis zum Bau des Münsters ab 1377 war die Kirche auf dem alten Friedhof die eigentliche Ulmer Pfarrkirche. Diese Kirche wurde 1377 abgebrochen. Der Friedhof wurde aber noch bis 1900 verwendet.
Das Münster war Pfarrkirche für das gesamte Umland. Ab 1383 bzw. endgültig ab 1446 hatte die Stadt das Patronatsrecht inne. Neben dem Münster gab es noch zahlreiche weitere Kirchen und Kapellen, die nach der Reformation nahezu alle aufgehoben bzw. abgebrochen wurden. 1529 trat Ulm nämlich auf dem Reichstag in Speyer den protestantischen Reichsständen bei und 1531 wurde zunächst die Reformation zwinglischer Richtung eingeführt. Doch näherte man sich bald Martin Luther an, als 1533 die Stadt eine lutherische Kirchenordnung erhielt. Als Reichsstadt konnte Ulm ihre kirchlichen Angelegenheiten selbst regeln. Nach dem Übergang an Württemberg 1810 wurde Ulm Sitz eines Generalats (ab 1924 Prälatur) sowie eines Dekanats innerhalb der Evangelischen Landeskirche in Württemberg.
Neben dem Münster als Pfarrkirche entstanden seit Beginn des 19. Jahrhunderts weitere Pfarreien, Kirchen und Kirchengemeinden. Bis 1905 bekam das Münster zwei weitere Pfarrer und Pfarrämter, bis 1962 nochmals zwei weitere Pfarrämter. Heute ist das Pfarramt Süd das Dekanatspfarramt, beim Pfarramt West liegt die Geschäftsführung, beim Pfarramt Ost die Touristenseelsorge. Auch der Stelleninhaber der Prälatur Ulm hat am Ulmer Münster einen ständigen Predigtauftrag.

#### Pauluskirchengemeinde Ulm

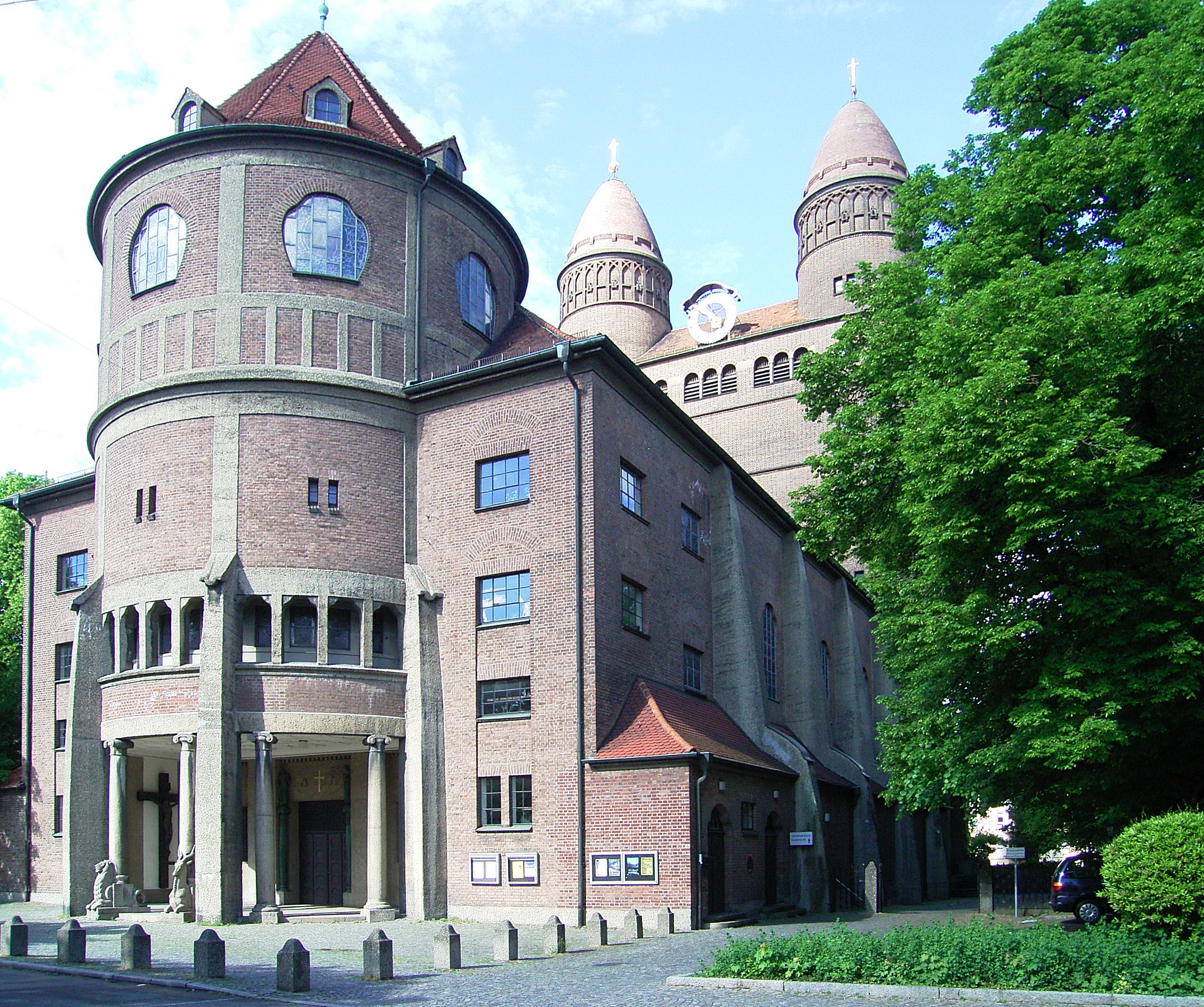
Evang. Pauluskirche Ulm

Die Pauluskirchengemeinde (ca. 3.400) umfasst den Osten der Kernstadt Ulm. Die Kirchengemeinde geht zurück auf die Dreifaltigkeitsgemeinde. Die Dreifaltigkeitskirche war 1621 anstelle der 1616 eingestürzten ehemaligen Dominikanerkirche als evangelische Kirche erbaut worden. 1809 wurde sie nach dem Münster zweite Pfarrkirche der Stadt Ulm. Als 1944 die Kirche zerstört wurde übertrug man nach dem Zweiten Weltkrieg die Pfarrrechte der 1908/10 von Theodor Fischer erbauten, ehemaligen Garnisonskirche. Die Kirche erhielt den Namen Pauluskirche. Die zugehörige Kirchengemeinde ist ebenfalls Teil der Gesamtkirchengemeinde Ulm und hat heute zwei Pfarrämter, West und Ost.

### Kirchengemeinde Urspring
Die Kirchengemeinde Urspring (ca. 570) umfasst den Ortsteil Urspring der Gemeinde Lonsee. Eine Kirche St. Agatha wurde 1421 erstmals erwähnt, als sie dem Kloster Blaubeuren inkorporiert wurde. Dieses verkaufte das Patronatsrecht an die Reichsstadt Ulm, welche die Reformation einführte. Die Kirche wurde 1858 bis 1860 durch Architekt Thrän im neogotischen Stil neu erbaut. 1968/69 wurde sie umgebaut, restauriert und im Stil völlig verändert.

### Kirchengemeinde Weidenstetten
Die Kirchengemeinde Weidenstetten (ca. 880) umfasst die Gemeinde Weidenstetten. Eine Kirche wurde in Weidenstetten 1370 erstmals erwähnt. Das Patronat hatten die Helfensteiner, dann Graf Heinrich von Werdenberg, schließlich die Reichsstadt Ulm, die es dem Spital überließ. Nach der Reformation wurde sie evangelische Pfarrkirche. Die ab 1767 als Petruskirche bekannte Kirche wurde 1802 neu erbaut. Dabei wurden wohl die alten Reste des Vorgängerbaus mitverwendet. 1862 wurde sie innen und 1977 außen renoviert.
Das Pfarramt Weidenstetten betreut seit den 1930er Jahren auch die Kirchengemeinde in Ettlenschieß. Die Gottesdienste werden in beiden Orten zu wechselnden Uhrzeiten gefeiert.

### Kirchengemeinde Wettingen

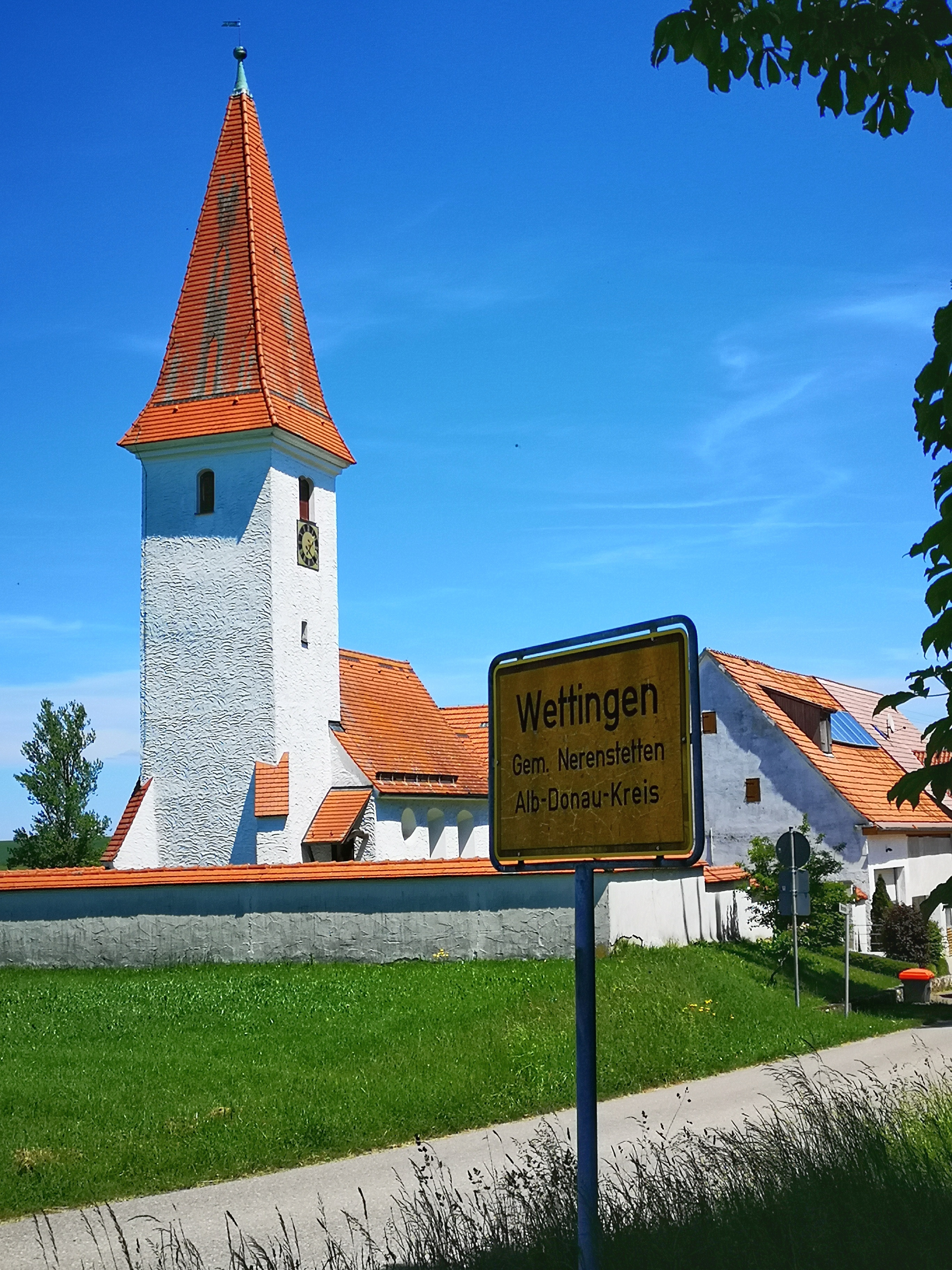
Ev. Kirche Wettingen

Die Kirchengemeinde Wettingen (ca. 60) umfasst den Ortsteil Wettingen der Gemeinde Nerenstetten. Wettingen ist die kleinste selbständige Kirchengemeinde in Württemberg. Kirchlich war Wettingen stets Filiale von Langenau. Die dem Hl. Cyriakus geweihte Kirche hat ein mittelalterliches Schiff. Der Turm wurde 1753 in spätbarocker Form erbaut. 1961 wurde die Kirche erneuert.
Heute wird die Kirchengemeinde Wettingen vom Pfarramt Langenau Leonhardskirche betreut. Gottesdienste finden in Wettingen 14-täglich statt.

### Gesamtkirchengemeinde Wiblingen
Die Gesamtkirchengemeinde Wiblingen (ca. 6.550) umfasst die Stadtteile Wiblingen, Donaustetten, Gögglingen und Unterweiler der Stadt Ulm sowie die Gemeinde Illerkirchberg im Alb-Donau-Kreis. Sie wurde mit Wirkung vom 1. November 1995 gebildet, als die 1920 gebildete Kirchengemeinde Wiblingen in die vier Teilkirchengemeinden Versöhnungskirchengemeinde Wiblingen, Zachäuskirchengemeinde Wiblingen, Riedlenkirchengemeinde Gögglingen/Donaustetten und Kirchengemeinde Illerkirchberg aufgeteilt und diese vier Kirchengemeinden gleichzeitig in der neuen Gesamtkirchengemeinde Wiblingen zusammengeschlossen wurden.

#### Versöhnungskirchengemeinde Wiblingen

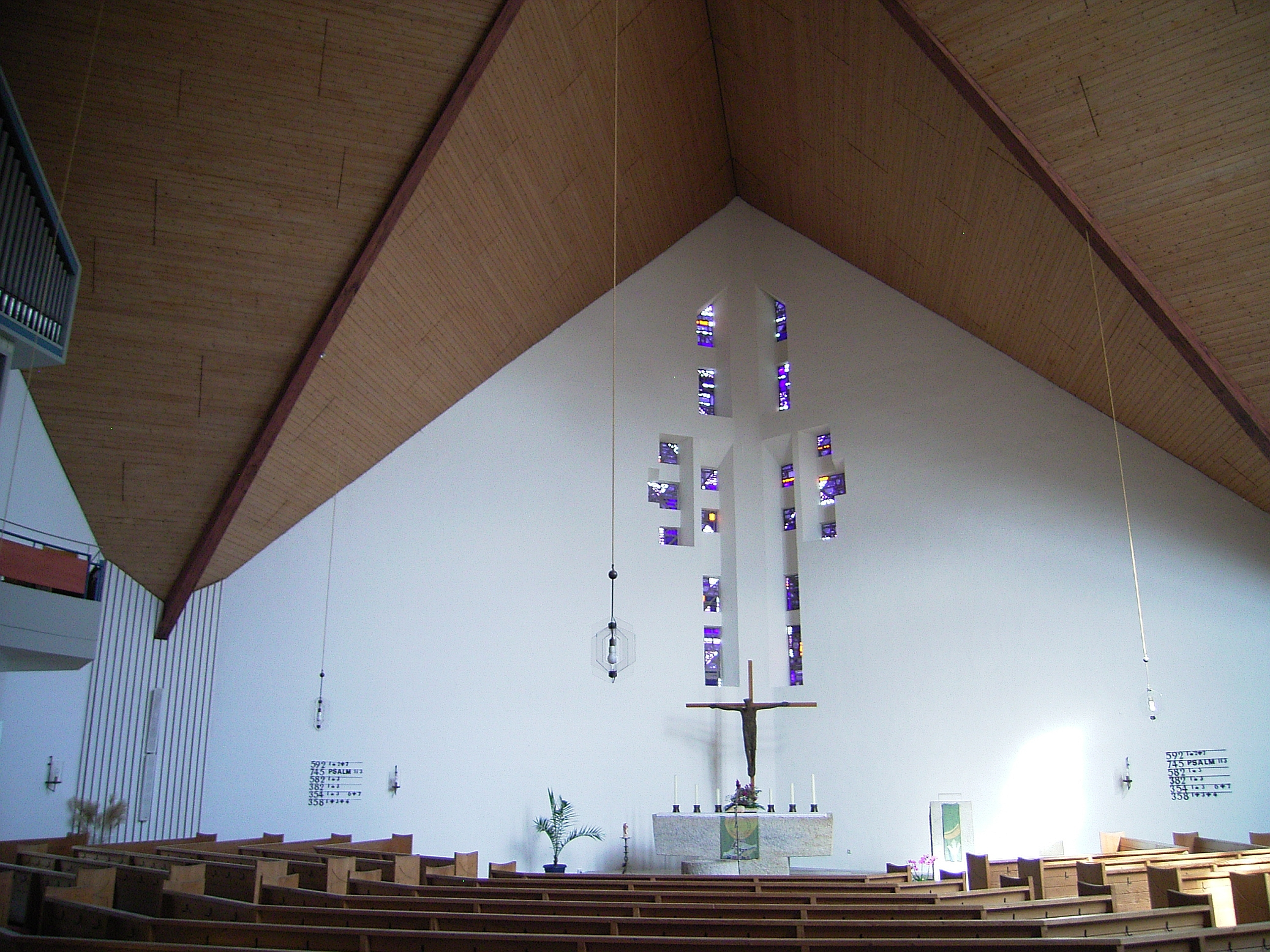
Die Versöhnungskirche in Wiblingen

Die Versöhnungskirchengemeinde Wiblingen (ca. 1.900) umfasst den Stadtteil Wiblingen (ohne Tannenplatz) der Stadt Ulm. Wiblingen blieb nach der Reformation katholisch. Überwiegend erst im 20. Jahrhundert zogen auch evangelische Bewohner zu. Durch Genehmigung des Evang. Konsistoriums vom 5. November 1920 wurde für die Orte Wiblingen, Oberkirchberg, Unterkirchberg (beide heute Illerkirchberg), Unterweiler, Gögglingen und Donaustetten die selbständige Kirchengemeinde Wiblingen als Teil der Gesamtkirchengemeinde Ulm gebildet. Später wurde die Kirchengemeinde Wiblingen von der Pfarrei Grimmelfingen als Filialkirchengemeinde betreut. 1933 wurde in Wiblingen ein evangelisches Gemeindehaus mit Kapelle erbaut. Durch Bekanntmachung des Oberkirchenrats vom 14. April 1953 wurde die Filialkirchengemeinde Wiblingen von der Muttergemeinde Grimmelfingen gelöst und zur selbständigen Kirchengemeinde erhoben. 1959 erhielt Wiblingen dann auch eine eigene Pfarrei. 1961 konnte schließlich die Versöhnungskirche erbaut werden. Erbauer der Kirche war der Münchner Architekt Olaf Andreas Gulbransson.
1995 wurde die Kirchengemeinde Wiblingen aufgeteilt und so entstand unter anderem die heutige Versöhnungskirchengemeinde Wiblingen innerhalb der ebenfalls neu gebildeten Gesamtkirchengemeinde Wiblingen.

#### Zachäuskirchengemeinde Wiblingen
Die Zachäuskirchengemeinde Wiblingen (ca. 2.600) umfasst den Stadtteil Unterweiler und den sog. Tannenplatz der Stadt Ulm. Unterweiler blieb nach der Reformation katholisch. Die überwiegend erst nach dem Zweiten Weltkrieg zugezogenen evangelischen Bewohner wurden zunächst der Kirchengemeinde Wiblingen zugeordnet. In Wiblingen wurde das Neubaugebiet Tannenplatz errichtet. Für beide Gebiete, Tannenplatz und Unterweiler, wurde dann 1995 die selbständige Zachäuskirchengemeinde Wiblingen innerhalb der ebenfalls neu gebildeten Gesamtkirchengemeinde Wiblingen errichtet und auch ein eigenes Gemeindezentrum gebaut.

#### Riedlenkirchengemeinde Gögglingen/Donaustetten
Die Riedlenkirchengemeinde Gögglingen/Donaustetten (ca. 1.100) umfasst die Stadtteile Gögglingen und Donaustetten der Stadt Ulm. Beide Orte blieben nach der Reformation römisch-katholisch. Die überwiegend erst nach dem Zweiten Weltkrieg zugezogenen evangelischen Bewohner wurden zunächst der Kirchengemeinde Wiblingen zugeordnet.
Donaustetten wurde durch Bekanntmachung des Oberkirchenrats vom 4. Januar 1965 der Kirchengemeinde Erbach zugeordnet, wurde dann aber durch Bekanntmachung des Oberkirchenrats vom 19. Mai 1982 wieder von der Kirchengemeinde Erbach abgetrennt und erneut der Kirchengemeinde Wiblingen zugeordnet.
1995 wurde dann für Gögglingen und Donaustetten die selbständige Riedlenkirchengemeinde Gögglingen/Donaustetten innerhalb der ebenfalls neu gebildeten Gesamtkirchengemeinde errichtet. 2008 wurde das Gemeindezentrum „Riedlenhaus“ eingeweiht. Die Kirchengemeinde wird vom Pfarramt Wiblingen-Süd betreut, das für die Riedlenkirchengemeinde und die Kirchengemeinde Illerkirchberg zuständig ist.

#### Kirchengemeinde Illerkirchberg
Die Kirchengemeinde Illerkirchberg (ca. 950) (laut HP illerkirchberg.de ca. 730) umfasst die Gemeinde Illerkirchberg
mit ihren beiden Ortsteilen Oberkirchberg und Unterkirchberg. Beide Orte blieben nach der Reformation katholisch. Die überwiegend erst nach dem Zweiten Weltkrieg zugezogenen evangelischen Bewohner wurden zunächst der Kirchengemeinde Wiblingen zugeordnet.
1995 wurde dann die selbständige Kirchengemeinde Illerkirchberg innerhalb der ebenfalls neu gebildeten Gesamtkirchengemeinde errichtet. Bis heute hat die Kirchengemeinde Illerkirchberg noch keine eigenen Räumlichkeiten – eine Ladenkirche soll eingerichtet werden, ist aber noch nicht konzeptreif und erst im Rohbau im EKZ Oki. Gottesdienste finden daher in den katholischen Kirchen und Gemeindehäusern Illerkirchbergs statt und zwar in Oberkirchberg im St. Ida Haus und in der Kirche St. Sebastian sowie in Unterkirchberg in der Kirche St. Martin. Die Kirchengemeinde Illerkirchberg wird vom Pfarramt Wiblingen-Süd betreut, das auch für die Riedlenkirchengemeinde Gögglingen/Donaustetten zuständig ist.

## Archivquellen
- Bestand: Visitationsberichte.   Landeskirchliches Archiv Stuttgart. 1581–1822.   Signatur: A 1.
- Bestand: Kirchenvisitationsakten.   Hauptstaatsarchiv Stuttgart. ca. 1601–1840.   Signatur: A 281.
- Bestand: Ortsakten [mit Digitalisaten der Pfarrbeschreibungen und Pfarrberichte (darin u. a.: Chronik, Filialverhältnisse)].   Landeskirchliches Archiv Stuttgart. ca. 1550–1923.   Signatur: A 29.
- Bestand: Ortsakten [mit Digitalisaten der Pfarrberichte (darin u. a.: Filialverhältnisse)].   Landeskirchliches Archiv Stuttgart. ca. 1924–1966.   Signatur: A 129.
- Bestand: Ortsakten [mit Visitationsberichten].   Landeskirchliches Archiv Stuttgart. ca. 1967–1989.   Signatur: A 229.
- Archivgut: Dekanatsarchive.   Landeskirchliches Archiv Stuttgart.   Signatur: F-Bestände.
- Archivgut: Pfarrarchive.   Landeskirchliches Archiv Stuttgart.   Signatur: G-Bestände.